# Provincia autonoma di Trento
La provincia autonoma di Trento (Provinzia Autonoma de Trent in ladino , Sèlbstendig Provintz vo Tria in cimbro e Autonome Provinz va Trea't in mocheno , Autonome Provinz Trient in tedesco ) comunemente nota come Trentino (Welschtirol in tedesco) è una provincia italiana del Trentino-Alto Adige di 547 513 abitanti, con capoluogo Trento. Essa confina a nord con la provincia autonoma di Bolzano (Alto Adige), a est e a sud con le province venete di Belluno, Vicenza e Verona, e a ovest con le province lombarde di Brescia e Sondrio.
Insieme allo stato federato austriaco del Tirolo e all'Alto Adige/Südtirol costituisce l'Euregio Tirolo-Alto Adige-Trentino: un progetto di collaborazione transfrontaliera ed Ente di diritto comunitario che interessa il territorio della regione storica del Tirolo.
Come parte del Trentino-Alto Adige, insieme al Veneto e al Friuli-Venezia Giulia, viene incluso nelle cosiddette Tre Venezie (o Triveneto), la cui denominazione, caldeggiata in particolare nel periodo successivo all'annessione del territorio all'Italia, traeva ispirazione dalla Regio X Venetia et Histria di età imperiale romana. La regione storico-geografica trentina fu già municipium romano, ducato longobardo e contea carolingia, quindi parte del principato vescovile di Trento in seno al Sacro Romano Impero (secoli XI-XIX), infine per circa un secolo (1815-1918) parte meridionale, linguisticamente romanza, del Tirolo, prima austriaco, poi austro-ungarico. Il territorio annesso al Regno d'Italia nel 1919, secondo quanto stabilito dal trattato di Saint-Germain-en-Laye stipulato in seguito al primo conflitto mondiale, andò a formare la regione denominata Venezia Tridentina.
In Trentino si parla soprattutto l'italiano, ma è diffuso il dialetto trentino, parlato nei centri principali e nelle valli (dove si possono riscontrare varianti dalle differenze anche piuttosto marcate). Nel territorio sono presenti minoranze linguistiche germanofone (lingua mochena nella valle dei Mocheni e lingua cimbra nel comune di Luserna negli altipiani cimbri) e ladine (Val di Fassa) ufficialmente riconosciute. Al censimento linguistico del 2011 più di settemila abitanti della Val di Non e della Val di Sole si sono anch'essi dichiarati di lingua ladina, ma senza alcun riconoscimento giuridico.

## Denominazione

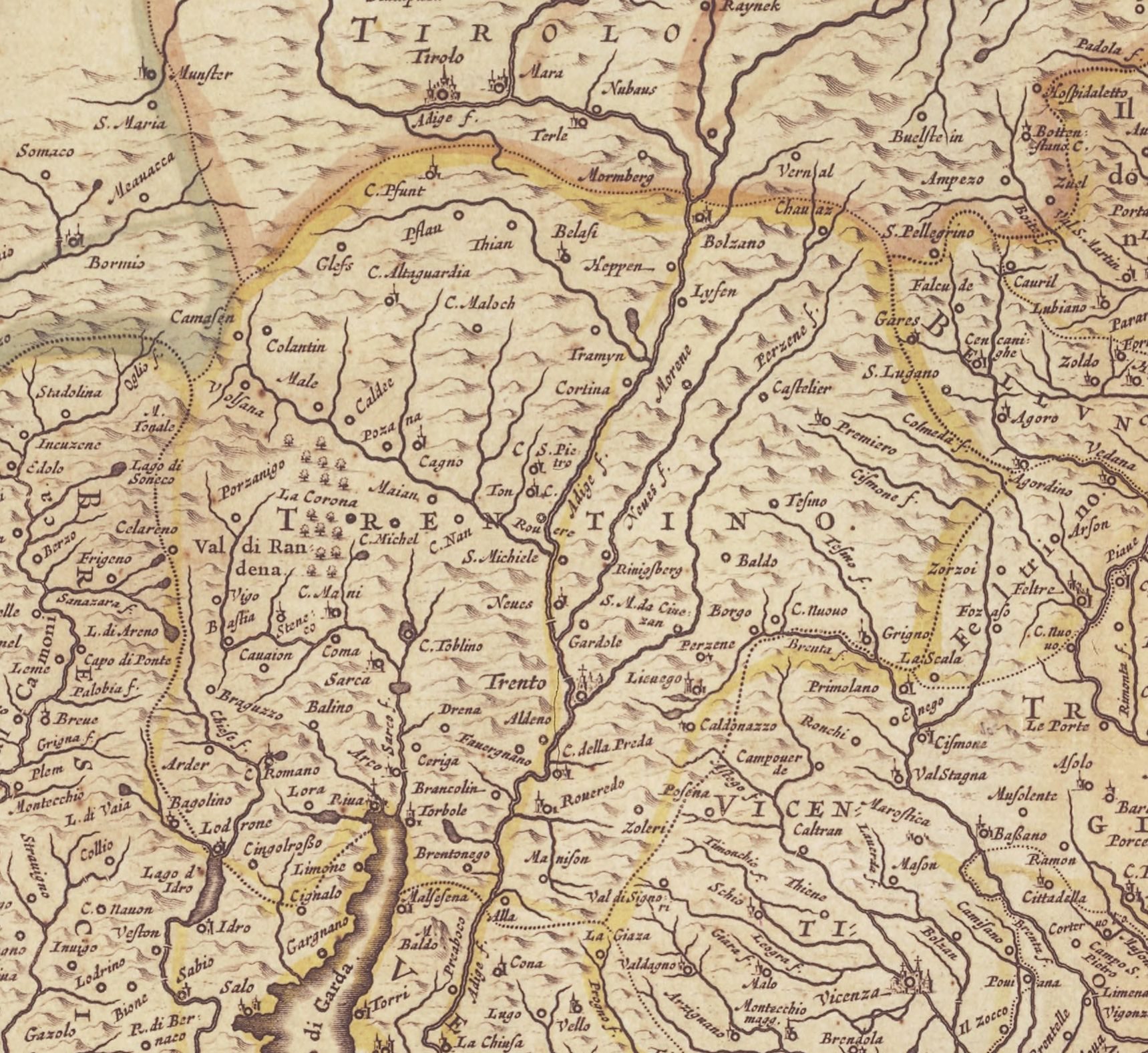
Il Trentino nella mappa Dominium Venetum in Italia del cartografo Henricus Hondius (1597 – 1651)

Il termine "Trentino" deriva da Tridentum, il nome latino della città di Trento. L'uso del termine "Trentino" nell'accezione oggi in uso compare già nel Seicento. Durante il dominio asburgico la denominazione ufficiale dell'odierna provincia autonoma in italiano era "Tirolo meridionale" o "Tirolo italiano". Allo scoppio delle guerre d'indipendenza italiane le autorità austriache disposero che l'uso della parola Trentino venisse bandita dalle pubblicazioni per essere sostituito dalle denominazioni ufficiali.
Durante l'appartenenza austriaca il territorio abitato dalla popolazione di lingua italiana (indicativamente l'attuale Trentino) veniva talvolta identificato dai tedeschi con l'esonimo Welschtirol, il corrispettivo di Tirolo italiano, ovvero Südtirol, l'italiano Tirolo meridionale. Tale denominazione veniva strettamente utilizzata per delineare il confine linguistico nel Tirolo.
Oggi negli atti regionali, che per statuto sono redatti in italiano e tedesco, l'istituzione provinciale è denominata "Provincia autonoma di Trento" (in tedesco Autonome Provinz Trient).

## Storia

### Dai primi insediamenti all'età romana

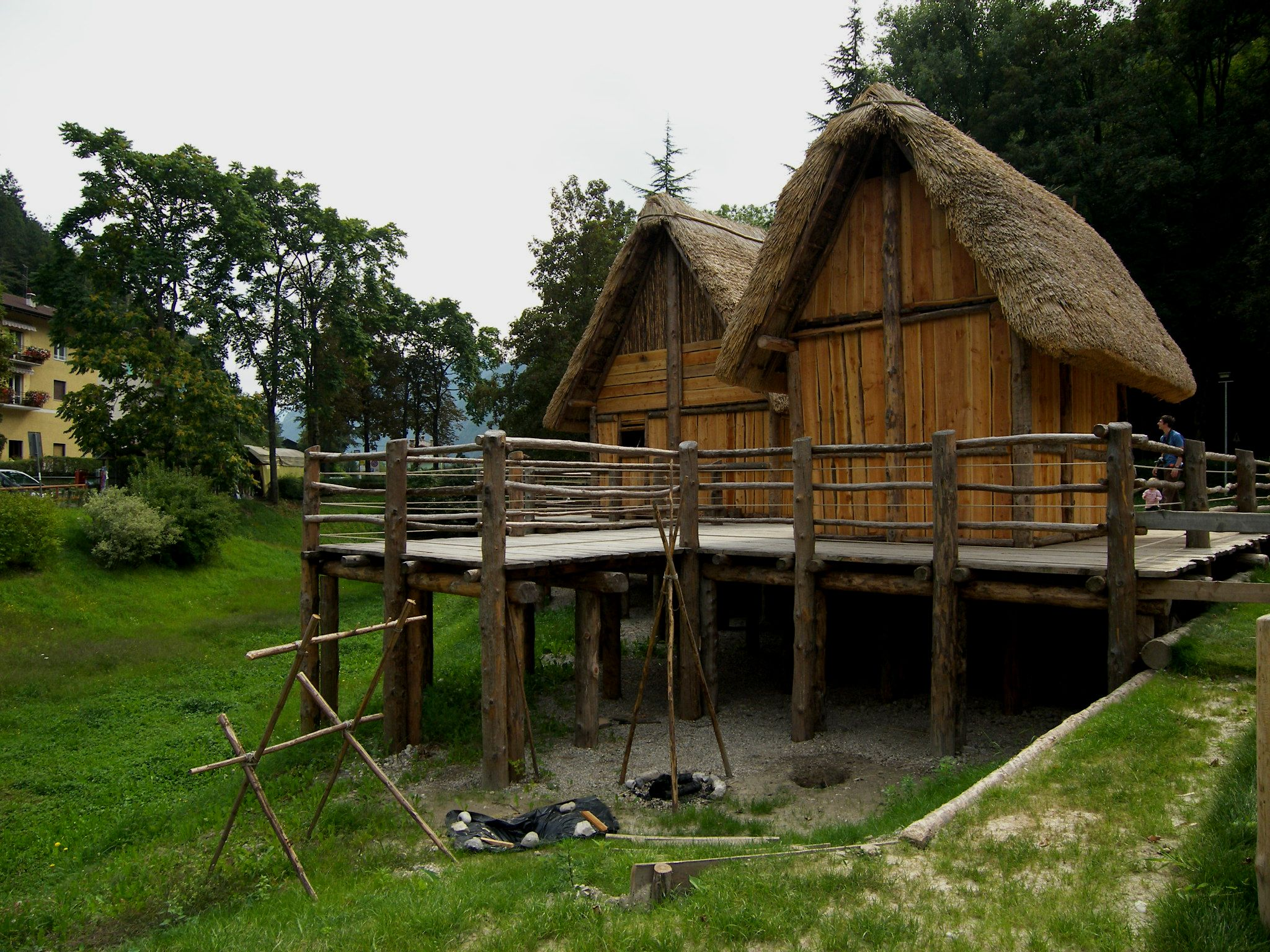
Ricostruzione delle palafitte dell'Età del Bronzo presso il lago di Ledro

Il cambiamento del clima circa 10 000 anni fa, resosi più mite e meno rigido, permise l'insediamento di popolazioni sedentarie nel territorio del Trentino, in particolare in prossimità di corsi d'acqua e piccoli laghi.
All'Età del bronzo risalgono alcune importanti strutture abitative in legno (palafitte), edificate su pali in legno in prossimità di ambienti lacustri. Scavi archeologici realizzati negli anni trenta nei pressi della sponda meridionale del lago di Ledro, nella località di Molina di Ledro, hanno portato alla luce un importante insediamento che viene fatto risalire a circa 2 000 anni prima di Cristo.
Dal VI secolo a.C., con il fiorire della cultura di Fritzens-Sanzeno, è attestata nel territorio provinciale, come del resto in buona parte dell'arco alpino centrale ed orientale, la popolazione dei Reti, che viveva nelle diverse vallate e in particolare nel Trentino occidentale (reperti importanti sono stati rinvenuti ad esempio a Sanzeno in Val di Non, nell'altopiano della Paganella, a Stenico nelle Giudicarie esteriori). Secondo lo storico romano Tito Livio la popolazione dei Reti era della stessa etnia degli Etruschi, dei quali è accertata la dominazione del vicino Veneto. Studi recenti di linguistica hanno confermato una parentela tra la lingua retica e quella etrusca.
I primi contatti fra Reti e Romani risalgono al III secolo a.C., ma solo nel I secolo a.C. iniziò l'espansione romana verso nord. Tra il 50 e il 40 a.C. Tridentum divenne municipium romano e assunse i caratteri del più importante centro economico, commerciale e politico della regione.

### Dall'Alto Medioevo al Principato Vescovile di Trento

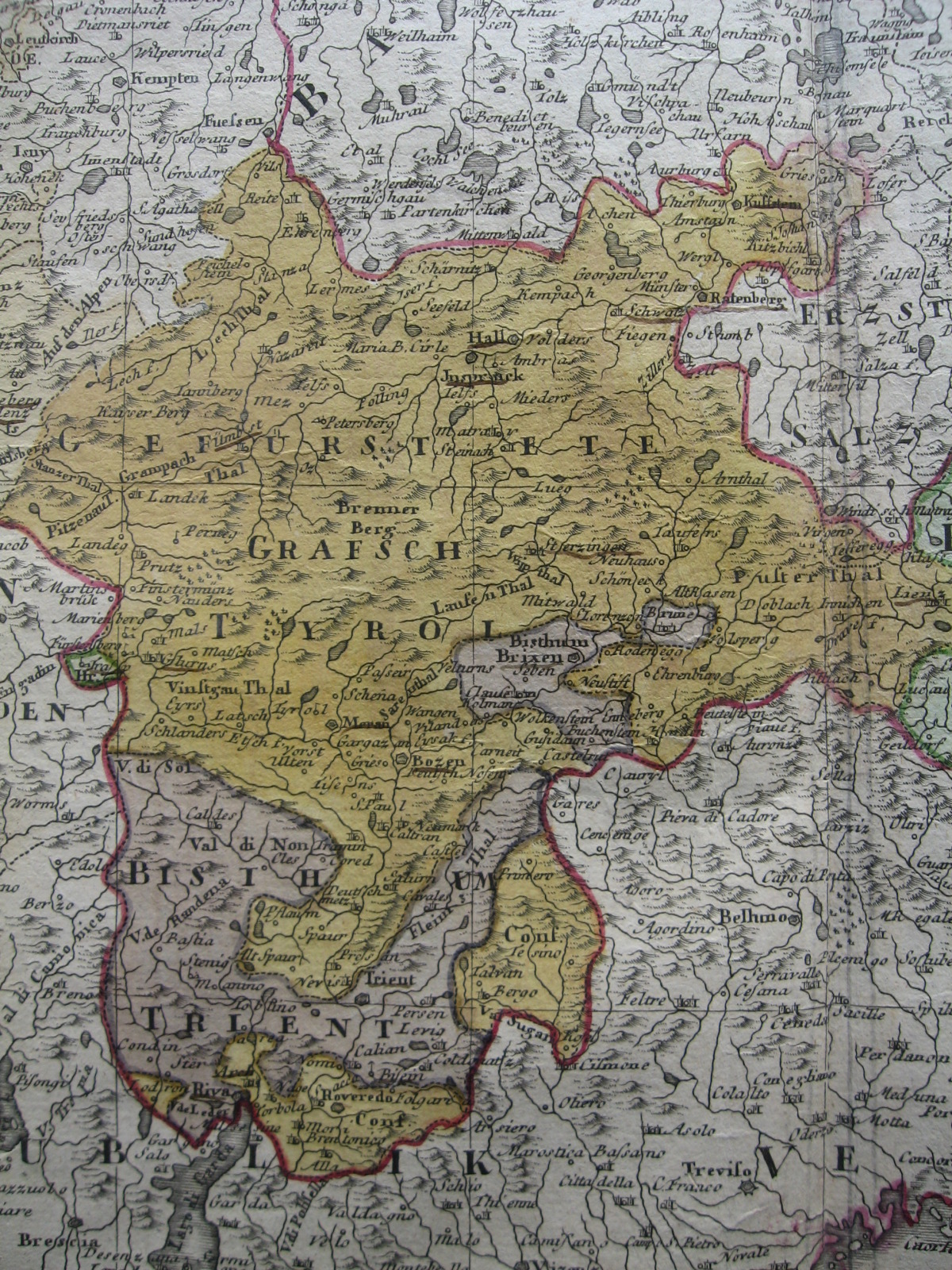
Mappa del 1788, in giallo i territori soggetti alla contea Tirolese e in viola i territori soggetti ai principati vescovili di Trento e Bressanone.

Il Tirolo: compreso dalla contea del Tirolo, i contadi di Bregenz, Feldkirch, Montfort, Bludenz e i vescovadi di Trento e Bressanone. Sotto la protezione dei conti del Tirolo.

In parallelo alla crisi dell'Impero Romano, ormai evidente tra il IV e il V secolo d.C., si assistette a un'ampia evangelizzazione delle vallate del Trentino, in particolare dovuta all'opera di San Vigilio, terzo vescovo di Trento e poi patrono della città, e dei missionari anatolici evangelizzatori dell'Anaunia, Sisinnio, Martirio e Alessandro.

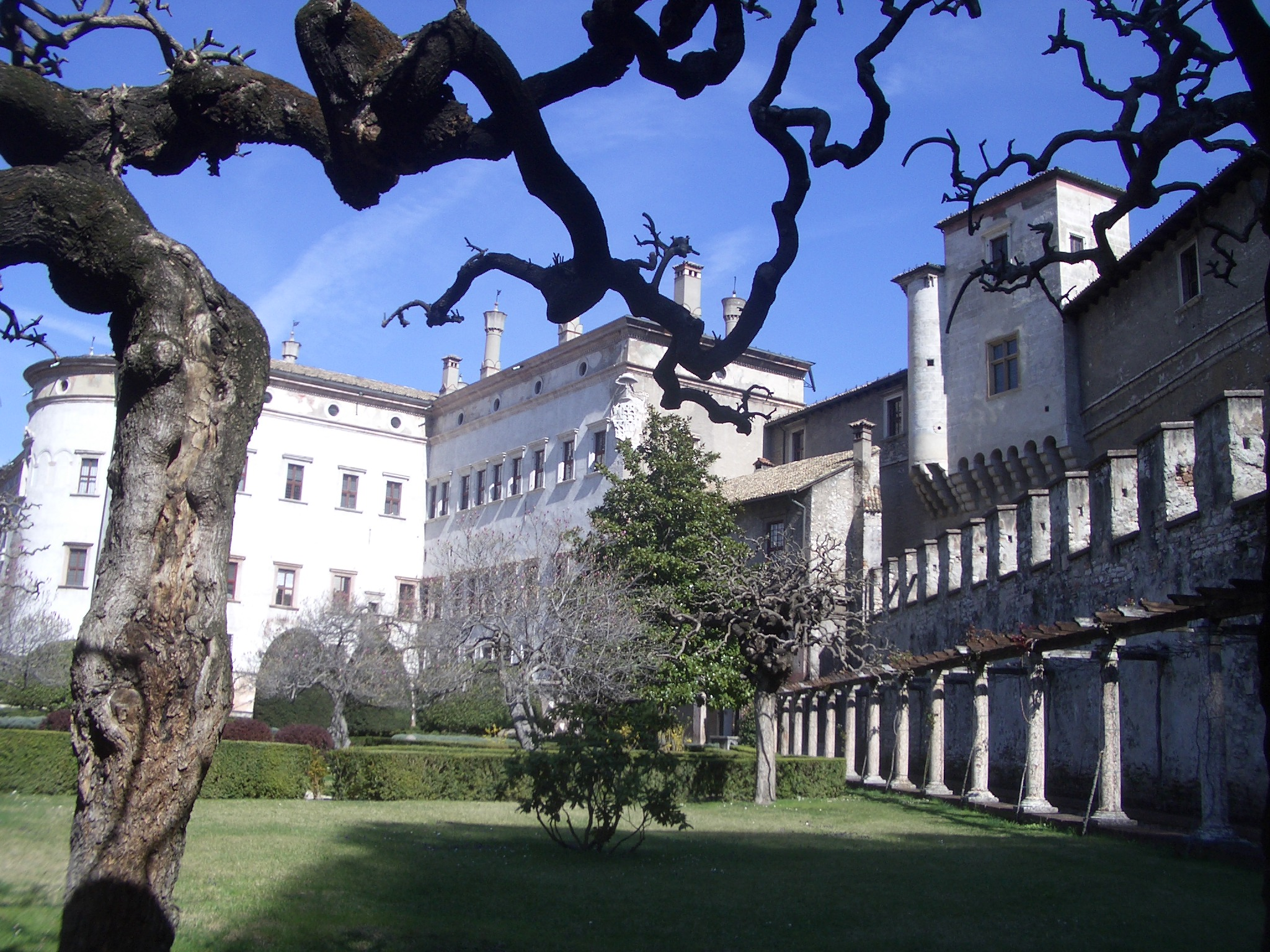
Trento, il Castello del Buonconsiglio, residenza dei principi vescovi

Dopo le incursioni dei Goti, una buona parte del Trentino venne inclusa nel Ducato longobardo di Trento retto per primo dal duca Evino († 595), per alcuni aspetti il primo vero fondatore dell'unità territoriale trentina, e poi dal cattolico Gaidoaldo. In seguito il ducato venne conquistato da Carlo Magno (774) assieme al restante regno longobardo. Infine il Trentino venne integrato nel Sacro Romano Impero Germanico nel corso del X secolo per opera degli Ottoni.
Nel 1027 ebbe origine il Principato vescovile di Trento, quando l'imperatore Corrado II nominò il vescovo di Trento Udalrico II principe del territorio tridentino. Le zone del principato comprendevano il Trentino occidentale e centrale, la parte meridionale dell'attuale Alto Adige, parte del Trentino orientale con esclusione del Primiero e della Valsugana orientale (territori assegnati inizialmente al vescovo di Feltre) e della Val di Fassa (affidata al vescovo di Bressanone). Fu un periodo di prima urbanizzazione del territorio con la fondazione di diversi borghi e centri urbani nell'area atesina.
Un accordo (1339) con il re di Boemia permise al vescovo Nicolò da Bruna, già cancelliere reale, di riorganizzare l'esercito del Principato Vescovile e di dotarsi dello stemma raffigurante l'aquila di San Venceslao, tuttora simbolo della provincia, saldando i legami fra il Trentino e la Boemia.
Il potere temporale del vescovo di Trento venne però via via insidiato dai conti di Tirolo (signori venostani - dal toponimo Tirolo, castello di loro proprietà vicino a Merano), che si assicurarono il controllo delle regioni che corrispondono oggi all'Alto Adige e al Tirolo del Nord, mettendo in discussione l'autorità politica anche del vescovo di Bressanone. A loro volta i conti del Tirolo videro scemare la propria influenza e nel 1363 il castello di Tirolo e tutti i feudi e diritti passarono in eredità agli Asburgo.
Sia il Ducato di Milano che la Repubblica di Venezia in più occasioni tentarono di annettersi territori del Trentino. La Serenissima per circa un secolo riuscì a mantenere il controllo della Vallagarina (1411), in particolare di Rovereto (dal 1416), annettendosi anche Torbole e Riva del Garda (1441). Dopo la battaglia di Agnadello (1509) i Veneziani sconfitti dalla Lega di Cambrai persero i domini trentini.

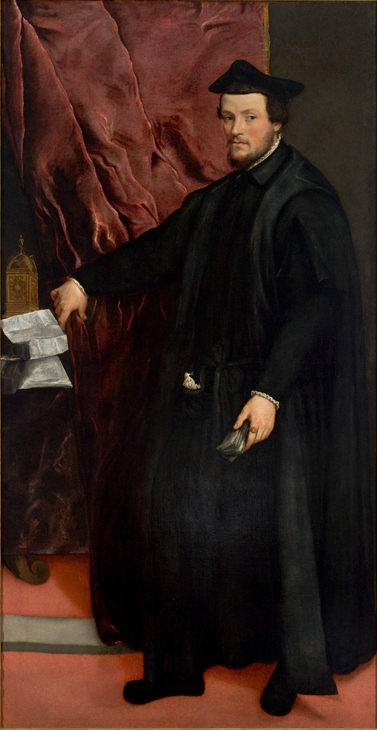
Tiziano, ritratto del principe vescovo Cristoforo Madruzzo (1539-1567)

Il "rifondatore" del Principato Vescovile tridentino è considerato il cardinale Bernardo Clesio (1514-1539), trentino eletto dopo una serie di tre vescovi tedeschi imposti dall'Impero, principe sensibile alla cultura umanistica, protagonista di una riqualificazione architettonica di Trento e uno dei più importanti organizzatori del Concilio di Trento (1545-1563). A Clesio succedettero al vertice della Chiesa tridentina quattro membri della potente famiglia Madruzzo (i cardinali Cristoforo, Ludovico e Carlo Gaudenzio e il vescovo Carlo Emanuele), che mantennero il Principato Vescovile al centro degli equilibri della Regione per più di un secolo (1539-1658).
Dal XVI secolo il Principato Vescovile è un'entità semi-indipendente ancor più strettamente legata ai territori asburgici. Nel giugno del 1511 i principati di Trento e Bressanone sottoscrivono un accordo noto come Landlibell con il quale diventano "confederati perpetuamente" alla Contea del Tirolo che risponde della difesa territoriale del principato.

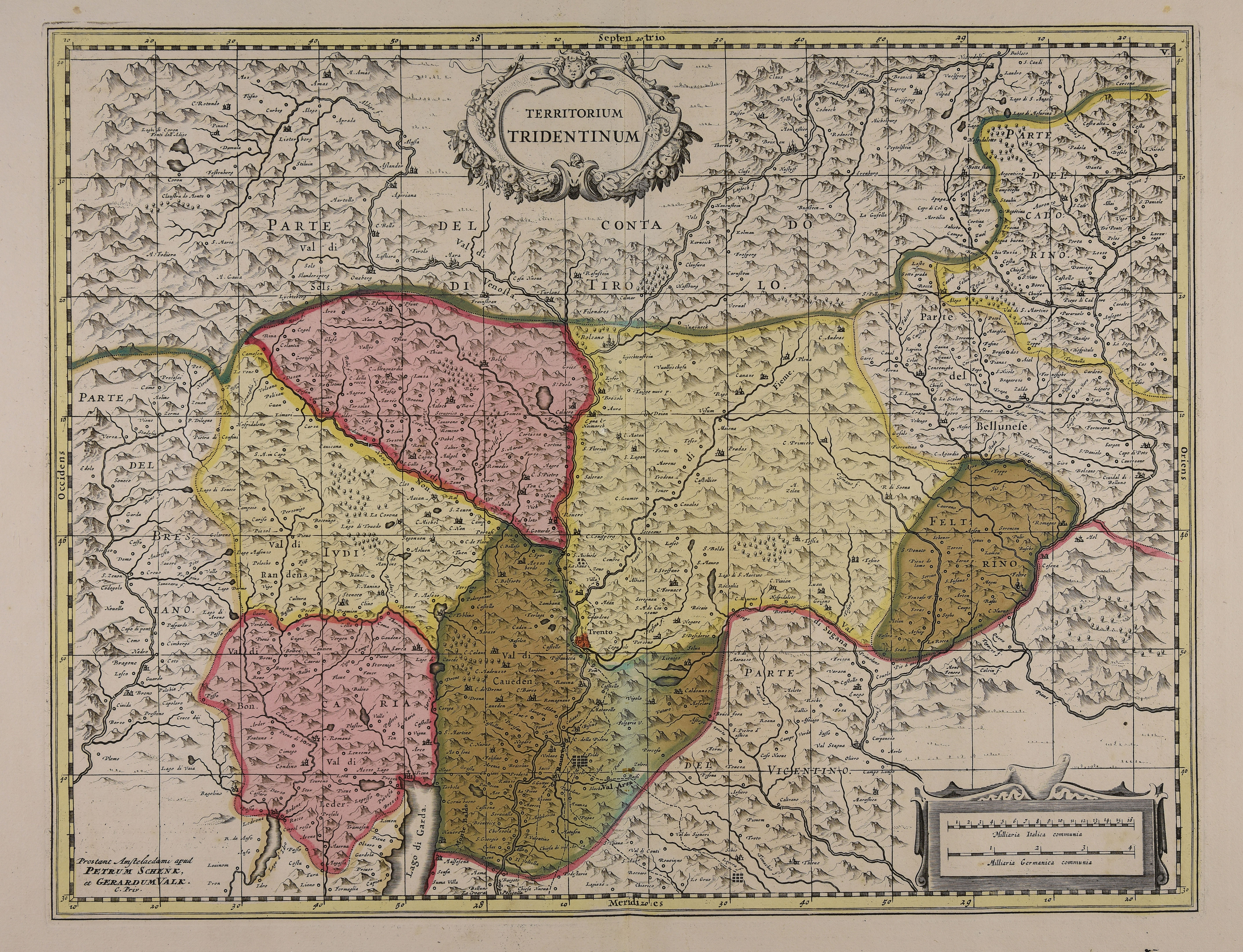
Il Trentino (Territorium Tridentinum) a cavallo tra Sei e Settecento

### Età napoleonica
Gli inizi del XIX secolo furono segnati anche in Trentino dal periodo napoleonico. In seguito alle sconfitte austriache ad opera delle truppe francesi, il trattato di Lunéville (9 febbraio 1801) stabilì la secolarizzazione degli stati ecclesiastici e quindi la fine del Principato vescovile di Trento. Tra il 1805 e il 1810 il Trentino venne inglobato nel filo-napoleonico Regno di Baviera, ai termini del Trattato di Presburgo.
Nel 1809, durante la guerra della quinta coalizione, il Tirolo tornò brevemente sotto il controllo dell'esercito asburgico, affiancato dagli insorti al comando di Andreas Hofer. Alla rivolta popolari hoferiana contro l'invasione franco-bavarese parteciparono anche circa 18 000 volontari trentini, molti dei quali inquadrati nelle milizie volontarie locali (Schützen o "SIzzeri" nei dialetti trentini), circa 4 000 di loro caddero in combattimento.
A Predazzo, il 20 marzo 1809, si ebbe una sollevazione popolare contro la coscrizione militare obbligatoria imposta dal governo franco-bavarese: è il prodromo dell'insurrezione hoferiana. Il 21 aprile dello stesso anno gli Schützen della Val di Sole e delle Val di Non giunsero a Vezzano, anche la popolazione della Valle dei Laghi si sollevò e attaccò il presidio francese. Il 24 aprile a Volano l’esercito asburgico, appoggiato dagli insorti tirolesi, fronteggiò i francesi in un accanito scontro nel paese. Nello stesso giorno, a Mori, l'esercito francese contrattaccava gli insorti tirolesi sopraggiunti dall'Alto Garda. A Lavis all'inizio di ottobre 1809 si ebbero aspri combattimento con i francesi, nei quali caddero circa 300 volontari. Il 2 ottobre 1809 i francesi fucilarono barbaramente sessanta insorti trentino tirolesi fatti prigionieri in quella battaglia.
Le sorti della guerra furono però decise sugli scenari europei. Con la Battaglia di Wagram (5-6 luglio 1809) l'Impero austriaco fu definitivamente sconfitto e costretto a ratificare il Trattato di Schönbrunn. Il territorio del Tirolo e dei principati vescovili fu così suddiviso: il Trentino e la Bassa Atesina andarono al Regno Italico, l'alta val Pusteria al Regno Illirico ed il resto alla Baviera. Il trattato fu suggellato con le nozze fra Napoleone e la figlia dell'imperatore d'Austria: Maria Luisa. I suoi esiti furono però di assai breve durata, perché con il congresso di Vienna e la Restaurazione il Trentino tornò in alveo asburgico.

### Annessione alla Contea del Tirolo
Con la Restaurazione il Principato Vescovile non venne ricostituito e il territorio trentino perse il suo status di semi-indipendenza, venendo definitivamente annesso alla Contea del Tirolo e quindi integrato nella Confederazione germanica. Era comunemente definito Tirolo italiano o Sudtirolo (in tedesco Welschtirol).
La dura politica di Restaurazione intrapresa dagli Asburgo portò a una sommossa a Trento nel 1848 e suscitò le proteste dei politici trentini, che si rifiutarono di partecipare alla Dieta costituente tirolese di Innsbruck per l'ingiusta sproporzione della rappresentanza italiana. Le istanze per il distacco del Trentino dalla Confederazione germanica e la completa autonomia dal Tirolo vennero però respinte. Il movimento filo-italiano e irredentista si rafforzò, anche in risposta ad una nuova tendenza centralista asburgica e ai tentativi di germanizzazione intensificatisi dopo la sconfitta austriaca di Sadowa. Cesare Battisti fu uno tra i maggiori irredentisti, che sostenevano la volontà di annessione del Trentino al Regno d'Italia. Il sentimento irredentista era però vivo solo in un ridotto numero di intellettuali, soprattutto delle classi agiate. La gran parte dei trentini delle classi popolari, in particolare i contadini che ne rappresentavano la maggioranza, era intimamente fedele alla casata degli Asburgo e all'Impero austriaco.

### Prima guerra mondiale e il Trentino nel Regno d'Italia

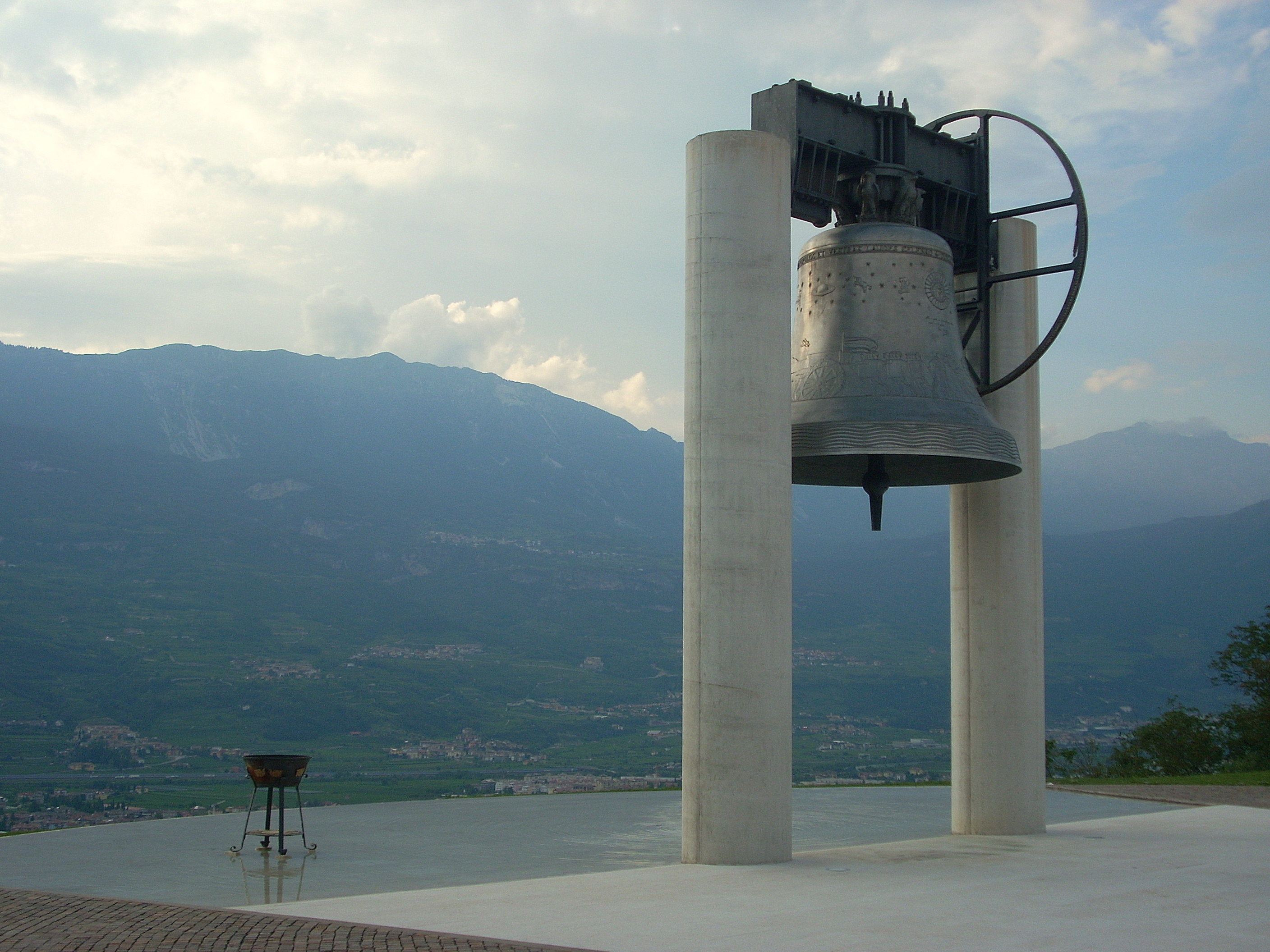
Campana dei Caduti

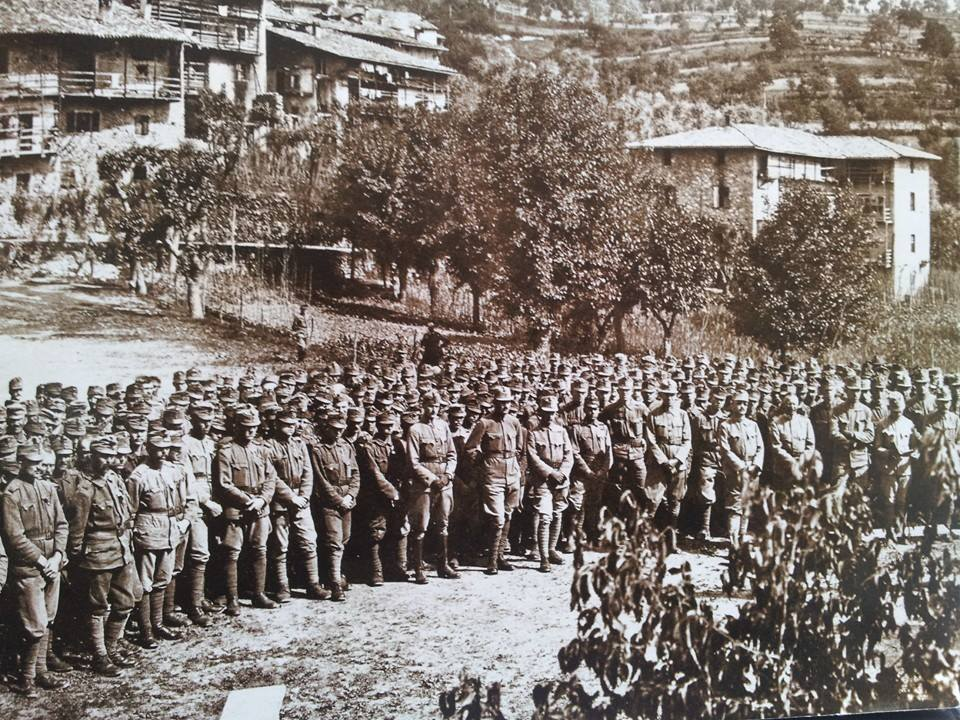
Alcuni Kaiserjäger presenziano ad una messa presso il paese di Castellano (Villa Lagarina)

In seguito all'ordine di mobilitazione emanato dall'Imperatore Francesco Giuseppe il 31 luglio 1914, oltre 55 000 trentini furono chiamati a combattere nell'esercito austro-ungarico, arruolati principalmente nei reparti Landesschützen (truppe da montagna) e Kaiserjäger e, per una quota minore ma fondamentale per la difesa all'entrata in guerra dell'Italia, nelle milizie volontarie (Standschützen). Furono impegnati prima sul fronte orientale, contro russi e serbi (1914-1917), e dal 1915 anche sul fronte meridionale contro il Regno d'Italia, pagando un tributo di sangue pesante: più di 11 500 caduti ed altre migliaia di feriti e prigionieri. Il successivo crollo dell’Impero austro-ungarico e l'annessione del Trentino al Regno d'Italia, ostacolarono un preciso censimento delle perdite. Nel dopoguerra furono le comunità locali a conservarne la memoria, anche scontrandosi con la volontà italiana di cancellare ogni memoria "austriacante", addirittura vietando o controllando nel dettaglio l'erezione di monumenti ai caduti.
Il territorio del Trentino fu uno dei principali teatri di scontro della prima guerra mondiale tra Regno d'Italia e l'Impero austro-ungarico, con un impatto devastante sulla popolazione, l'economia e la struttura sociale.
A seguito dell'entrata in guerra dell'Italia, 23 maggio 1915, gli abitanti di molte valli del Trentino vicini al fronte furono costretti ad evacuare. Dalla valle di Ledro, il Basso Sarca, le Giudicarie, la Vallagarina, parte di Trento, l'altopiano di Brentonico, la Vallarsa, l'altopiano di Folgaria-Lavarone, la Valsugana, il Tesino, il Primiero, il Vanoi, circa 70 000 persone divennero sfollate in diverse regioni dell'Impero (dal Tirolo alla Boemia e Moravia). I comandi militari austriaci e il Ministero dell'interno avevano fatto scattare il piano di evacuazione del Trentino e del Litorale austriaco, predisposto già da mesi subodorando il "tradimento" dell'Italia. Il piano prevedeva inizialmente l'evacuazione di 40 000 persone dal Trentino (di cui 10 000 di lingua tedesca). Per fronteggiare l'aggressione italiana da posizioni più vantaggiose, l'esercito austro-ungarico abbandonò alcune zone al controllo italiano; gli abitanti di queste aree, circa altri 20 000 trentini, furono invece sfollati a sud, nel Regno d'Italia, dalla Lombardia alla Sicilia.
I cittadini sospettati di possibili connivenze con gli italiani furono internati in grandi campi profughi, in particolare quello di Katzenau, i trentini internati per sospetta filo-italianità furono circa 1 700. All'inizio della guerra circa 700 filo-italiani si erano arruolati come volontari nell'esercito italiano. Dei numeri esigui che rappresentano la natura "elitaria" del movimento irredentista.
Alla fine del conflitto, con il trattato di Saint-Germain-en-Laye (1919) il Trentino in quanto parte del Tirolo a sud dello spartiacque alpino venne annesso al Regno d'Italia. Nacque così la regione della Venezia Tridentina, la cui amministrazione provinciale provvisoria fu affidata al popolare Enrico Conci, già deputato a Vienna. Questa iniziale parentesi liberale fu stroncata con l'avvento del fascismo nel 1922, quando gli organismi di autogoverno trentino vennero soppressi estendendo alla provincia la legge comunale e provinciale italiana in chiave autoritaria, e mortificando qualunque istanza autonomista. La Provincia di Trento fu istituita con regio decreto 21 gennaio 1923, n. 93 e comprendeva fino al 1927 l'intero territorio annesso, eccetto i tre comuni dei distretti giudiziari di Ampezzo e Livinallongo, passati a far parte della provincia di Belluno. Alcuni aspetti dell'ordinamento asburgico come il sistema catastale-tavolare, l'ordinamento della pubblicità immobiliare basato sui libri fondiari, furono conservati nei territori annessi nel 1919.
Il 12 gennaio 1927 la neoistituita Provincia di Bolzano fu staccata da quella di Trento. Nel 1929 vennero scorporati dal Trentino i comuni di Pedemonte e Casotto, unificandoli tra loro col nome di Pedemonte ed aggregandoli alla provincia di Vicenza. Nel 1934 vennero scorporati dal Trentino i comuni di Magasa e Valvestino aggregandoli alla provincia di Brescia. Tutti questi comuni hanno chiesto per via referendaria di essere riannessi al Trentino ed è in corso la complessa procedura di riaggregazione col parere favorevole di tutte le parti.

### Seconda guerra mondiale e il Trentino nell'Italia repubblicana
Dopo la caduta di Mussolini, il Trentino assieme all'Alto Adige e alla Provincia di Belluno venne inglobato nella Zona d'Operazione delle Prealpi (10 settembre 1943) con capoluogo Bolzano e sottoposto all'amministrazione militare della Germania nazista, benché formalmente parte della Repubblica Sociale Italiana.
Nelle valli si organizzarono diversi gruppi della Resistenza, a cui le truppe di occupazione naziste reagirono con una sanguinosa repressione, culminata nelle stragi del basso Sarca (28 giugno 1944) e di Malga Zonta (12 agosto 1944). Alle repressioni partecipò anche il corpo di sicurezza trentino (CST), concepito come forza di polizia, ma in realtà impiegato massicciamente fuori provincia (specie nel Bellunese e nel Vicentino) in operazioni antipartigiane e di rappresaglia.
Durante la seconda guerra mondiale Trento fu anche bombardata dagli Alleati dal 2 settembre 1943 fino al 3 maggio 1945, per un totale di 80 incursioni che causarono circa 400 vittime e 1 792 danneggiamenti di edifici. Durante il primo bombardamento si verificò la strage della Portela, dove vi furono circa 200 morti. Il 2 maggio del 1945 le forze armate tedesche deposero le armi.
Al referendum istituzionale del 1946, il Trentino partecipò alla votazione, a differenza del Sud Tirolo occupato militarmente dagli Alleati, confermandosi la provincia più repubblicana d'Italia oltre che un'importante roccaforte democristiana per via del suo statista di fede repubblicana e fondatore, il trentino Alcide De Gasperi: con l'85% dei voti, cioè 191 639 contro i 33 816 monarchici tra i voti validi, la Provincia di Trento (che in quel momento comprendeva numerosi comuni poi aggregati alla futura Provincia Autonoma di Bolzano) votò in modo plebiscitario per la nascita della Repubblica italiana.
Nel secondo dopoguerra, mentre gli altoatesini mirarono al ritorno all'Austria, i trentini chiesero che la regione Trentino-Alto Adige divenisse autonoma in seno all'Italia. Le richieste trentine furono coronate da successo e in base all'Accordo De Gasperi-Gruber (1946) fra il ministro degli Esteri italiano, De Gasperi, e quello austriaco Karl Gruber, venne approvato il primo statuto di autonomia e istituita la Regione Trentino-Alto Adige, che distaccò dalla provincia di Trento e aggregò a quella di Bolzano i seguenti 12 comuni, abitati mistilingui con prevalenza dalla minoranza di lingua tedesca: Anterivo, Bronzolo, Cortaccia, Termeno, Egna, Lauregno, Magrè (dal quale fu successivamente scorporato il comune di Cortina sulla Strada del Vino), Montagna, Ora, Proves, Salorno, Senale-San Felice e Trodena.

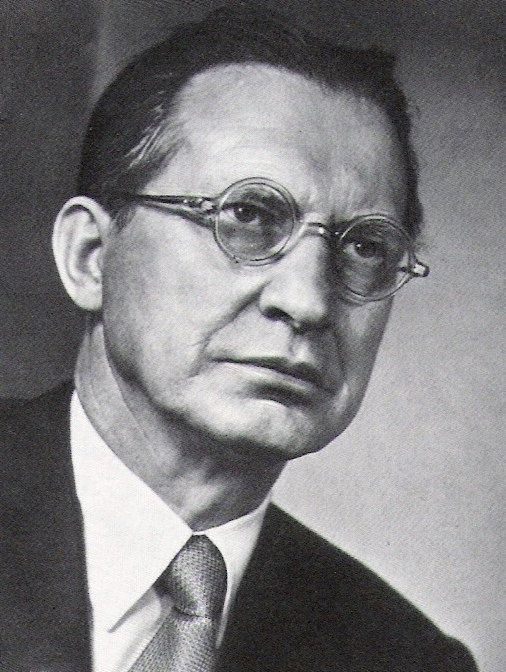
Lo statista trentino Alcide De Gasperi, artefice assieme a Karl Gruber dell'autonomia del Trentino-Alto Adige

Fino alla metà degli anni cinquanta del Novecento la Democrazia Cristiana trentina e la Südtiroler Volkspartei (SVP), il partito di riferimento della popolazione di lingua tedesca in Alto Adige, collaborarono nella gestione dell'ente regionale. Tuttavia, a partire dal 1955, anno in cui si ricostituiva la Repubblica austriaca, decisa a sostenere le rivendicazioni altoatesine, la SVP impostò una politica intransigente nei confronti della popolazione e delle istituzioni italiane in Alto Adige e scelse una linea di scontro nei confronti dell'istituto regionale, percepito come centralista e poco attento alla diversità della minoranza tedesca, anche perché dominato da trentini e altoatesini di lingua italiana. Gli sviluppi di questa politica condussero alla nascita di un movimento terroristico, il Comitato per la liberazione del Sudtirolo, le cui azioni sconfinarono anche in Trentino (provocandovi tre morti).
Nel 1972, dopo lunghe trattative che coinvolsero anche il governo austriaco, entrò in vigore il secondo statuto di autonomia e gran parte delle competenze del Trentino-Alto Adige vennero trasferite alle due province, che divennero autonome, di fatto ciascuna una piccola Regione, mentre la regione divenne un organo di raccordo fra le politiche del Trentino e quelle dell'Alto Adige, conservando alla regione tra le poche prerogative l'impianto e la tenuta dei libri fondiari. Negli anni immediatamente successivi, a seguito di quegli accordi, vennero attribuite alla due province sempre nuove deleghe di poteri statali, accompagnate da mezzi finanziari, secondo alcuni osservatori, elevati in rapporto alla consistenza della popolazione locale, tanto che le due province vennero a trovarsi avvantaggiate finanziariamente rispetto alle regioni a statuto ordinario confinanti, Lombardia e Veneto. Per questo motivo, anche in vista dell'allora incipiente riforma sul federalismo fiscale, il 30 novembre 2009 il presidente della provincia di Bolzano Luis Durnwalder, il presidente della Provincia di Trento Lorenzo Dellai e i ministri Giulio Tremonti e Roberto Calderoli siglarono a Milano un'intesa con lo scopo di devolvere nuove competenze alle due province autonome e di far aderire queste due ultime al patto di stabilità. Da allora le due province si fanno carico di finanziare un fondo destinato allo sviluppo dei comuni extraregionali confinanti interessati all'aggregazione al Trentino-Alto Adige.
A partire dal 1993 è stata rafforzata la cooperazione transfrontaliera tra le regioni del Tirolo storico a cavallo tra Italia e Austria. Insieme costituiscono la Euregio Tirolo-Alto Adige-Trentino, un gruppo europeo di cooperazione transfrontaliera, le cui sedute talora comprendono anche il Land austriaco del Vorarlberg.

## Geografia fisica
| Fascia altimetrica m s.l.m. | km²   | %     |
| --------------------------- | ----- | ----- |
| 65-500                      | 540   | 8,50  |
| 500-1 000                   | 1 371 | 21,66 |
| 1 000-1 500                 | 1 733 | 27,38 |
| 1 500-2 000                 | 1 425 | 22,52 |
| 2 000-2 500                 | 863   | 13,64 |
| 2 500-3 000                 | 336   | 5,30  |
| > 3 000                     | 62,8  | 1,01  |

Il Trentino è situato nel versante meridionale della catena delle Alpi, a contatto con la pianure padana e veneta.
Il territorio della provincia, che si estende per 6207 km², è quasi interamente montuoso. Esso non presenta però caratteri di omogeneità, ma assume invece una certa varietà di forme, nonché di condizioni climatiche ed ambientali.
Il Trentino è formato infatti da diverse vallate prettamente alpine (ad esempio le valli di Sole, Valle di Primiero e di Fiemme), che si aprono ai piedi dei complessi montuosi più importanti, segnate da un clima piuttosto rigido, dalla presenza di ghiacciai e dall'abbondanza di acque, ma anche da vallate subalpine, altopiani e piccole pianure dal clima submediterraneo, dove è possibile anche la coltivazione dell'olivo (come ad esempio la riviera settentrionale del lago di Garda o la bassa valle del fiume Sarca).

### Morfologia

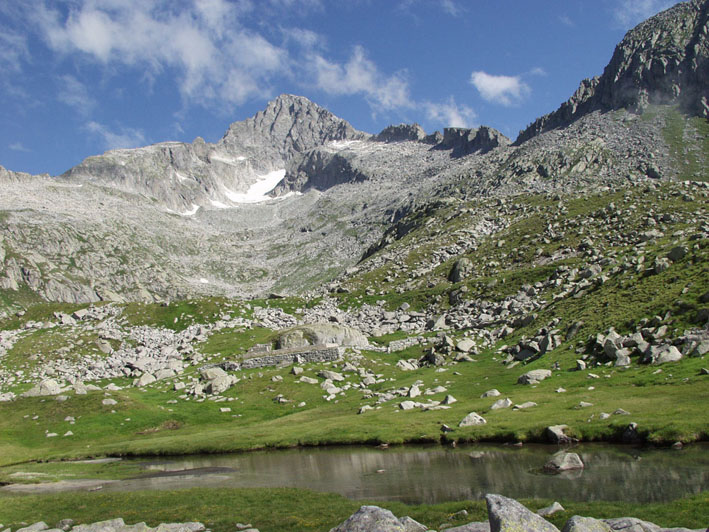
Cima Carè Alto, Gruppo dell'Adamello

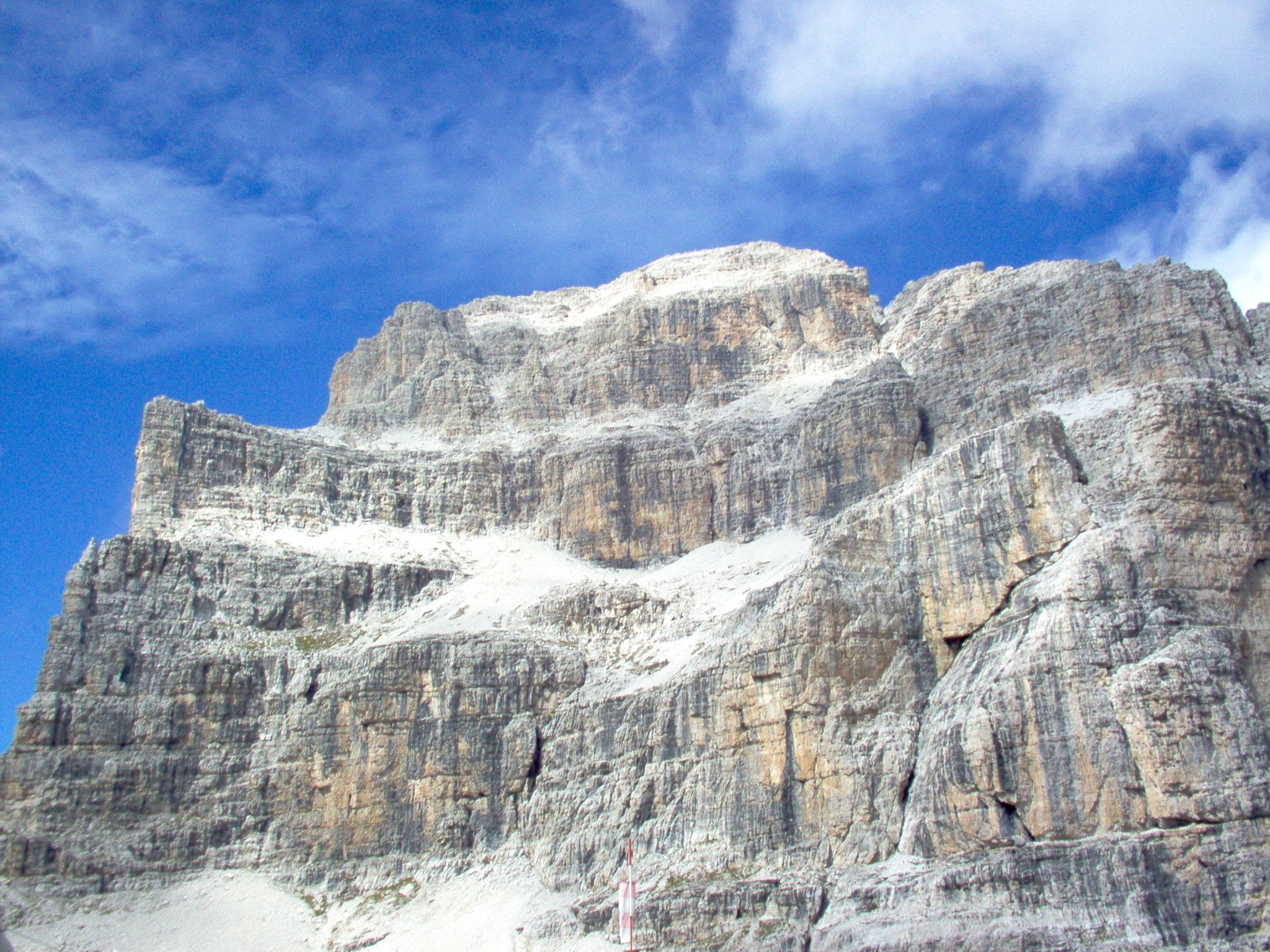
Cima Brenta Alta, Dolomiti di Brenta

Dal punto di vista geologico la Provincia di Trento presenta dei complessi montuosi di origine diversa. Nel lembo occidentale del Trentino, al confine con la Lombardia, dominano per la loro struttura massiccia, la presenza di nevi perenni (tra le più estese d'Italia) e le loro elevazioni il Gruppo dell'Adamello e il Gruppo della Presanella, formati da diorite tonilica. Attraversando la valle del torrente Noce, si arriva nel settore dominato dal gruppo Ortles-Cevedale. Esso è costituito soprattutto da scisti cristallini ed è caratterizzato da ampi ghiacciai.
In Trentino sono poi presenti diversi gruppi dolomitici, costituiti cioè da dolomia, doppio carbonato di calcio e magnesio. Nella parte occidentale della Provincia, le Dolomiti di Brenta rappresentano l'unico complesso dolomitico situato a ovest del fiume Adige.
Nella parte orientale della Provincia si estendono poi altri gruppi dolomitici, spesso in continuità con il Veneto e il vicino Alto Adige.
Fra questi, basti ricordare la "Regina delle Dolomiti", la Marmolada, l'estrema varietà di forme, paesaggi e guglie delle Pale di San Martino (gruppi condivisi con la provincia di Belluno); il massiccio "castello" del Gruppo del Sella (condiviso con le province di Belluno e Bolzano); i pinnacoli e i campanili del Latemàr e le inconfondibili forme del Sassolungo e del Catinaccio (situati fra Trentino e Alto Adige).
Nel Trentino orientale sono presenti poi la vasta catena montuosa del Lagorai costituita da porfidi ed il massiccio granitico della Cima d'Asta, che rappresentano i territori più incontaminati e selvaggi della Provincia.
Infine, meno elevate ma non meno importanti sono le vette della Paganella e del Monte Bondone, non lontani dal capoluogo, nonché le porzioni trentine delle Prealpi venete, costituite dai settori settentrionali del Monte Baldo, dei Monti Lessini, delle Piccole Dolomiti e del Pasubio, e degli altipiani al confine meridionale con il Veneto.

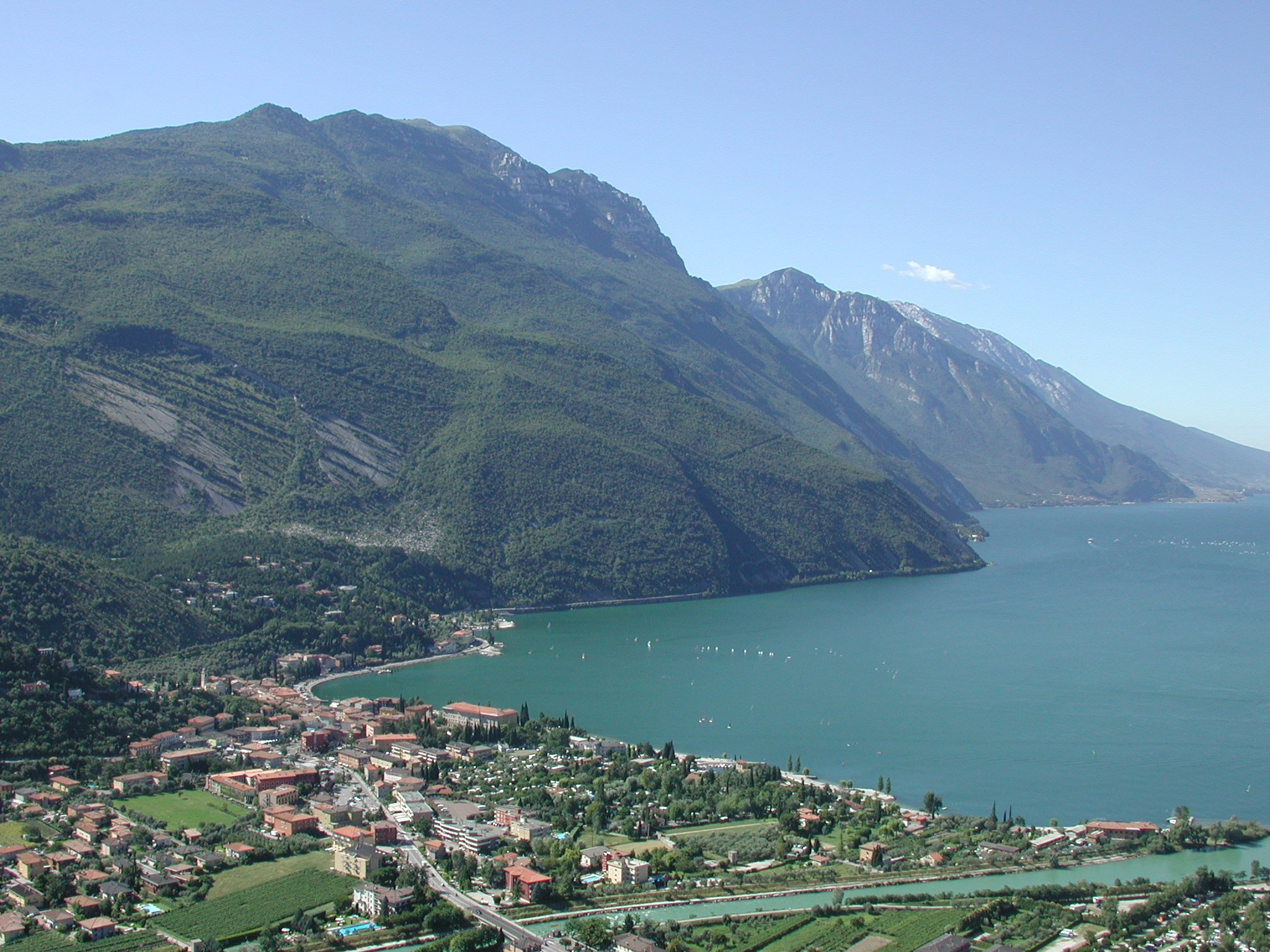
La punta settentrionale del lago di Garda, il punto più basso del Trentino

| Cima                   | Gruppo                  | Altezza in m s.l.m. |
| ---------------------- | ----------------------- | ------------------- |
| Cevedale               | Gruppo Ortles-Cevedale  | 3 764               |
| Cima Presanella        | Gruppo della Presanella | 3 556               |
| Carè Alto              | Gruppo dell'Adamello    | 3 462               |
| Punta Penia            | Marmolada               | 3 342               |
| Vezzana                | Pale di San Martino     | 3 192               |
| Cimon della Pala       | Pale di San Martino     | 3 184               |
| Cima Tosa              | Dolomiti di Brenta      | 3 173               |
| Cima Brenta            | Dolomiti di Brenta      | 3 154               |
| Piz Boè                | Sella                   | 3 154               |
| Catinaccio d'Antermoia | Catinaccio              | 3 002               |
| Cima d'Asta            | Cima d'Asta             | 2 847               |
| Cimon del Latemar      | Latemar                 | 2 846               |
| Cima Cece              | Lagorai                 | 2 772               |

### Sismicità
In base alla classificazione sismica italiana il Trentino meridionale è stato classificato come appartenente alla zona sismica 3 (sismicità bassa) e quello settentrionale alla zona sismica 4 (sismicità molto bassa).
In territorio trentino si trovano tuttavia due zone di faglia, quella del monte Baldo e quella delle Giudicarie, che possono provocare terremoti. Il 13 dicembre 1976 lo spostamento della faglia del Monte Baldo provocò a Riva del Garda e Molina di Ledro una scossa di terremoto del 7º grado della scala Mercalli, che danneggiò gravemente i centri storici e rese necessaria l'evacuazione di decine di famiglie. Anche i Lavini di Marco, una distesa di blocchi di roccia calcarea dovuti a delle frane in epoche remote, vengono ricondotti da Dante Alighieri nel suo Inferno a fenomeni tellurici.

### Idrografia

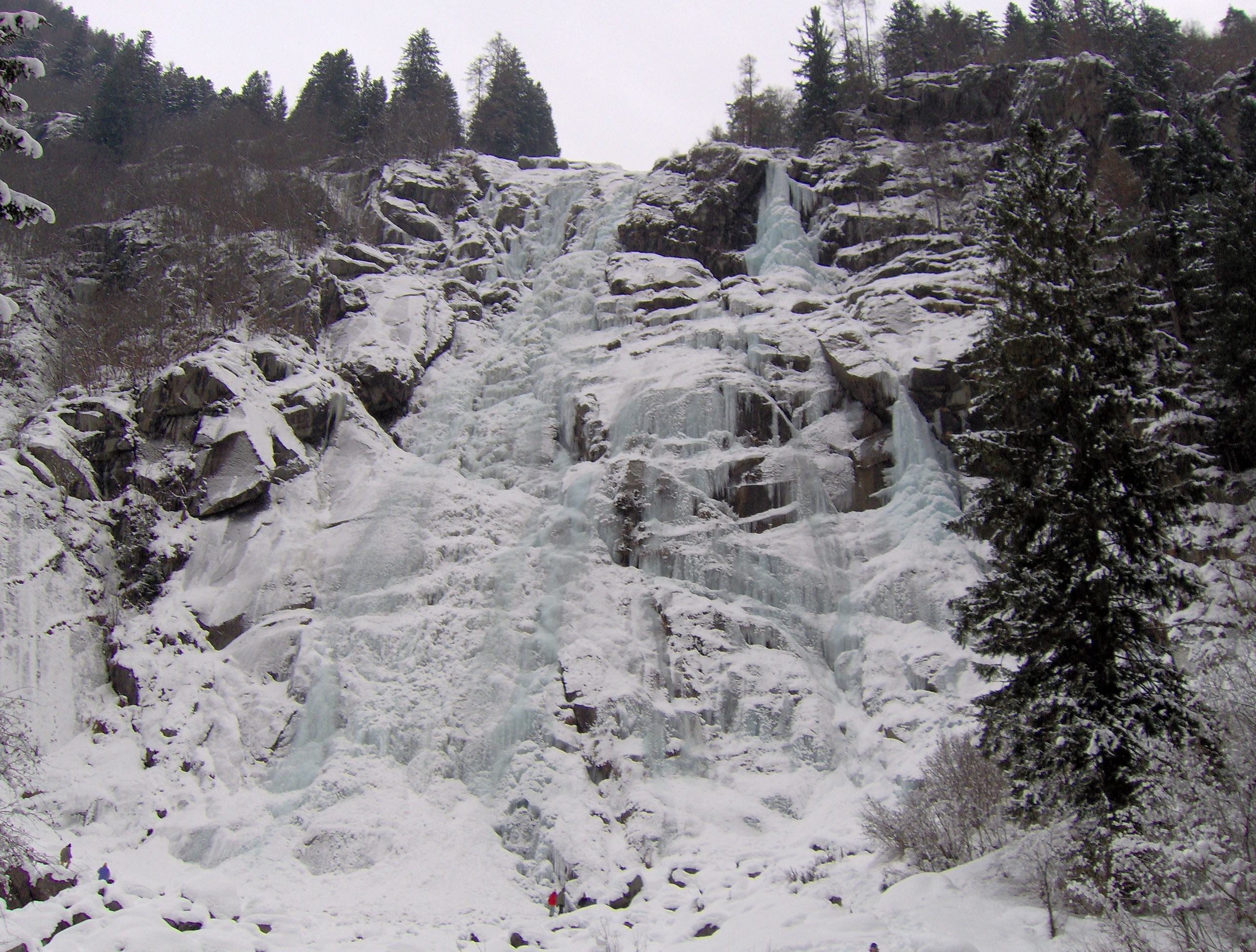
Le Cascate di Nardis (Val di Genova-Val Rendena) in inverno

Il Trentino è caratterizzato da una valle che ne solca la lunghezza, la Valle dell'Adige, da Ala a Salorno, rappresentando quasi una spina dorsale del territorio.
Su essa si innestano diverse valli minori, formate da affluenti dell'Adige, i principali dei quali sono il Noce (affluente da destra presso Zambana, dopo aver percorso le valli di Sole e di Non) e l'Avisio (che solca nell'ordine le valli di Fassa, Fiemme e Cembra e si getta nell'Adige da sinistra, a Lavis). Appartengono al bacino atesino anche il Fersina (percorre la Valle dei Mocheni e la conca di Pergine per poi lambire la città di Trento) e il Leno, che provenendo dalla Vallarsa e dalla valle di Terragnolo confluisce nell'Adige a Rovereto). L'intera porzione sud-occidentale della provincia appartiene invece al bacino del Po: la valle percorsa dal Chiese (affluente dell'Oglio), e quelle percorse dal Sarca (principale immissario del Lago di Garda). A oriente, invece, parte del territorio si colloca nel bacino del Brenta, che nasce dai laghi di Levico e Caldonazzo, percorre la Valsugana e, già in provincia di Vicenza, riceve le acque del Cismòn provenienti dalla valle di Primiero.
Appartengono alla provincia la punta settentrionale del Lago di Garda e numerosi laghi alpini: tra di essi si possono ricordare i laghi di Levico e Caldonazzo in Valsugana, di Toblino, Cavedine e Terlago nella Valle dei Laghi, di Molveno nell'altopiano della Paganella, di Tovel nella Val di Tovel, della Serraia nell'altopiano di Piné, il lago di Cei sopra Rovereto.

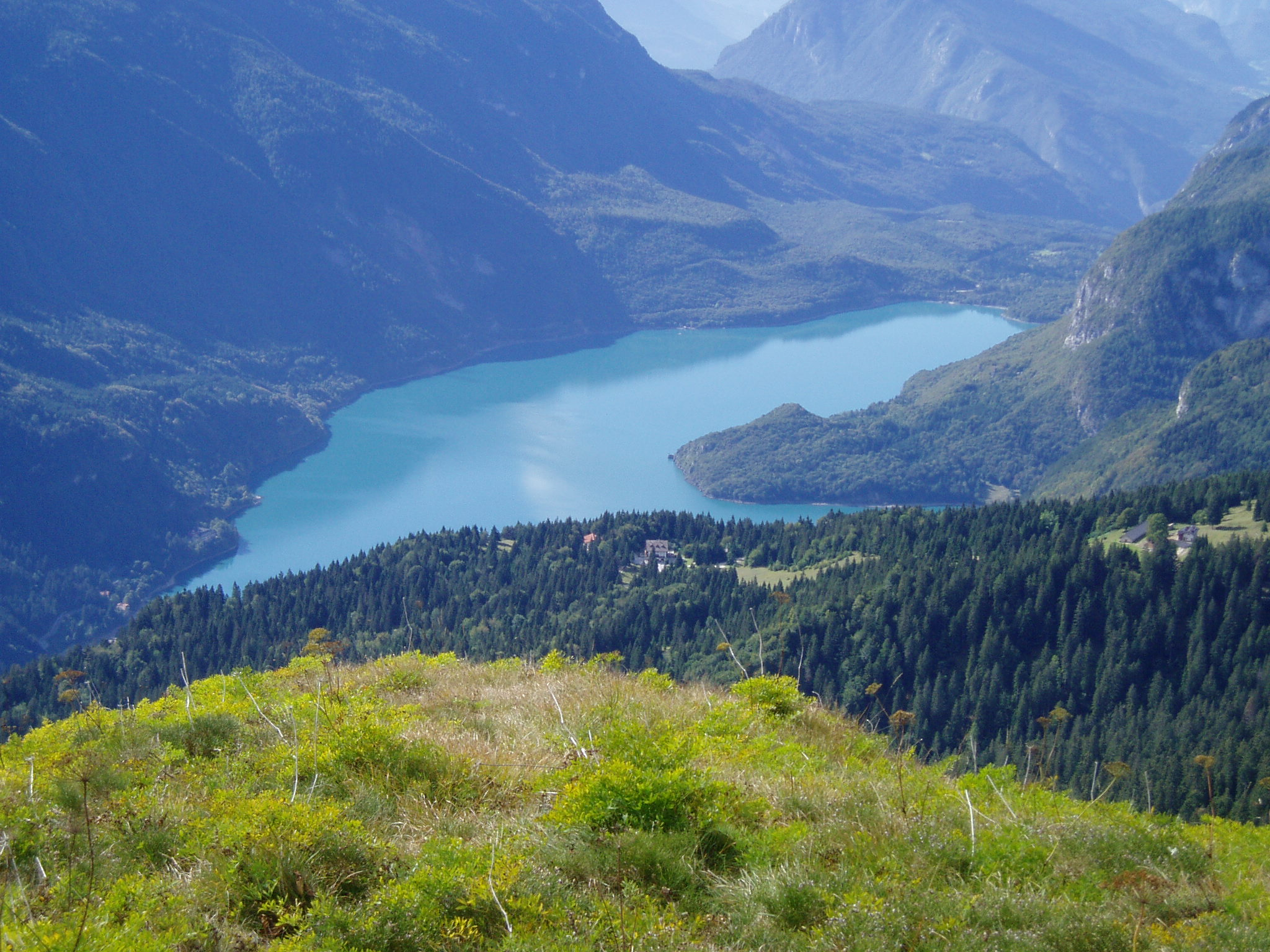
Il lago di Molveno dalle Dolomiti di Brenta

Il dislivello fra le valli solcate dai corsi d'acqua minori e le valli principali provoca spesso la formazione di salti, cioè cascate. Molte delle cascate del Trentino presentano questa origine. Fra le principali, le cascate di Nardis e del Làres e in Val di Genova, di Lert e del Ribor in Val di Daone, del Regagnolo in Val di Rabbi, di Fedaia ai piedi della Marmolada, di Sardagna e di Ponte Alto a Trento, la cascata del lupo presso l'altopiano di Piné.

### Clima
Il clima del Trentino può essere definito di transizione tra il clima semicontinentale e quello alpino. Le temperature di gennaio sono comprese dai −5 °C ai -10° mentre in estate sui 25°-30° ed anche più. Pur presentando gran parte del proprio territorio ad un'altitudine media piuttosto elevata (circa il 77% al di sopra dei 1000 m s.l.m., poco meno del 20% al di sopra dei 2000 m s.l.m.), esso non presenta quei caratteri di rigidità propri di altre aree alpine.
A partire dalle fasce altimetriche più basse, il clima può essere suddiviso in quattro grandi aree:
- area submediterranea - comprende l'area dell'Alto Garda, della Valle del Basso Sarca e della Val d'Adige, soprattutto a sud di Trento. È la parte più bassa e relativamente più mite della regione, con inverni moderatamente freddi e nevosi ed estati piuttosto calde, a parte la zona altogardesana che nei pomeriggi estivi gode della fresca brezza dal lago che in inverno mantiene le temperature al di sopra dello 0 nei comuni adiacenti ad esso. La vegetazione è un misto di essenze delle varie fasce altitudinali, in cui si nota in particolare la presenza di olivi sotto i 300 m di quota nell'Alto Garda e nella Vallagarina (soprattutto nella parte sud);
- area subcontinentale - clima di transizione che caratterizza i fondovalle oltre i 400 m (ad esempio Valsugana o conca del Lomaso), con inverni più rigidi e nevosi. La vegetazione è costituita soprattutto da castagni, faggi e abeti bianchi;
- area continentale - nelle vallate alpine (come la val di Fassa, la Val di Sole, la Val Rendena, la conca di Tione o la Valle di Primiero) con inverni rigidi e nevosi ed estati brevi e piuttosto piovose e con vegetazione composta soprattutto da conifere;
- area alpina - nelle fasce superiori al limite della vegetazione arborea (1800-1900 m s.l.m.), con nevi che permangono a lungo durante l'anno.

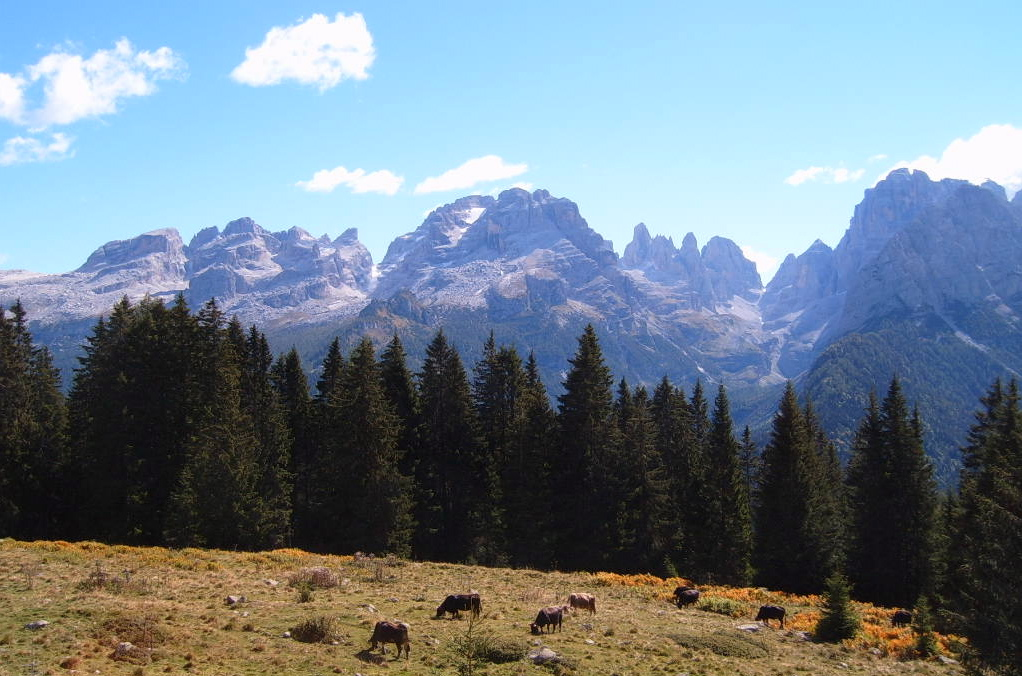
Le Dolomiti di Brenta nel Trentino occidentale, inserite nel Parco naturale Adamello-Brenta

## Ambiente naturale

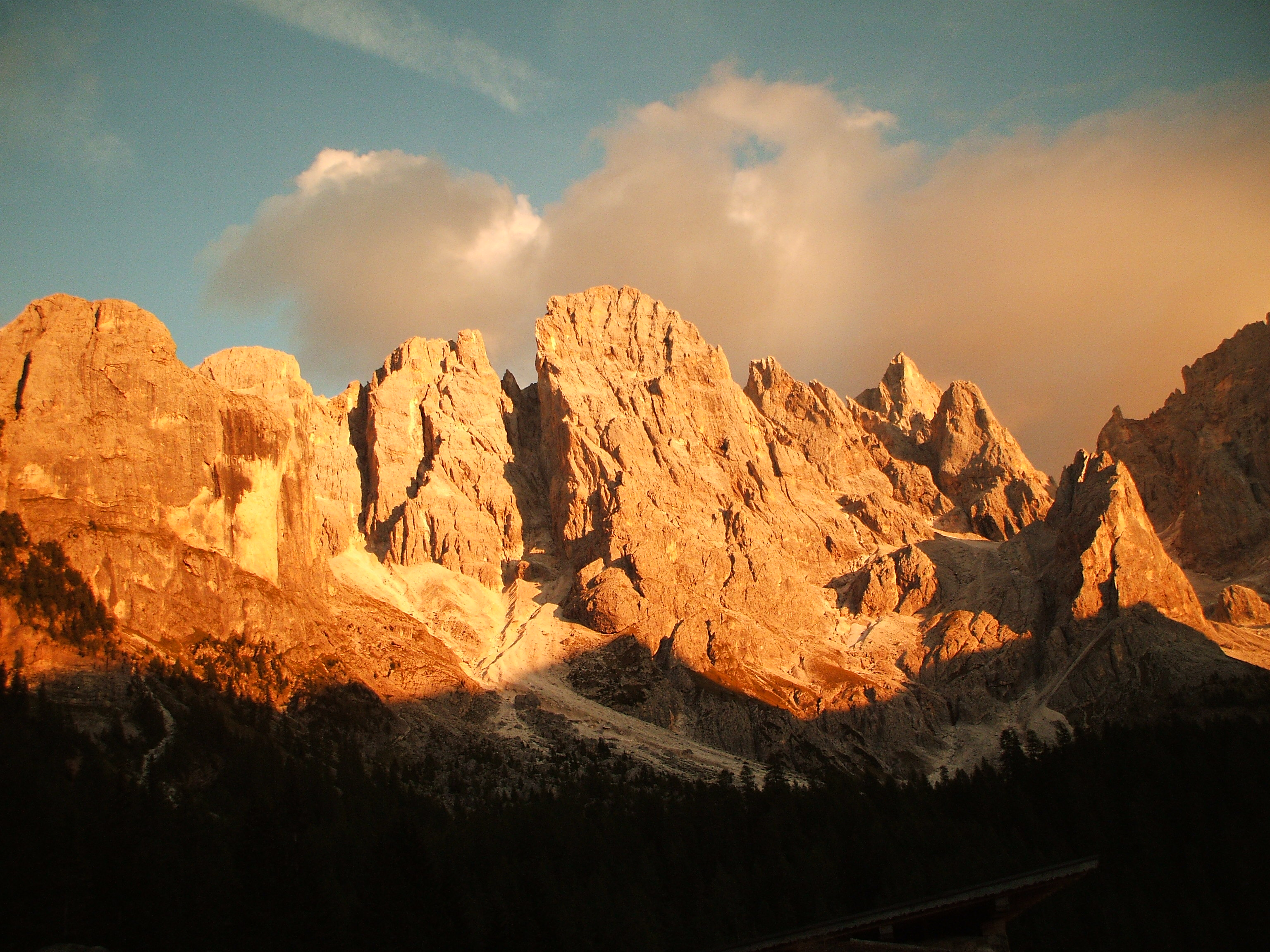
Le Pale di San Martino nel Trentino orientale, comprese nel Parco naturale Paneveggio-Pale di San Martino

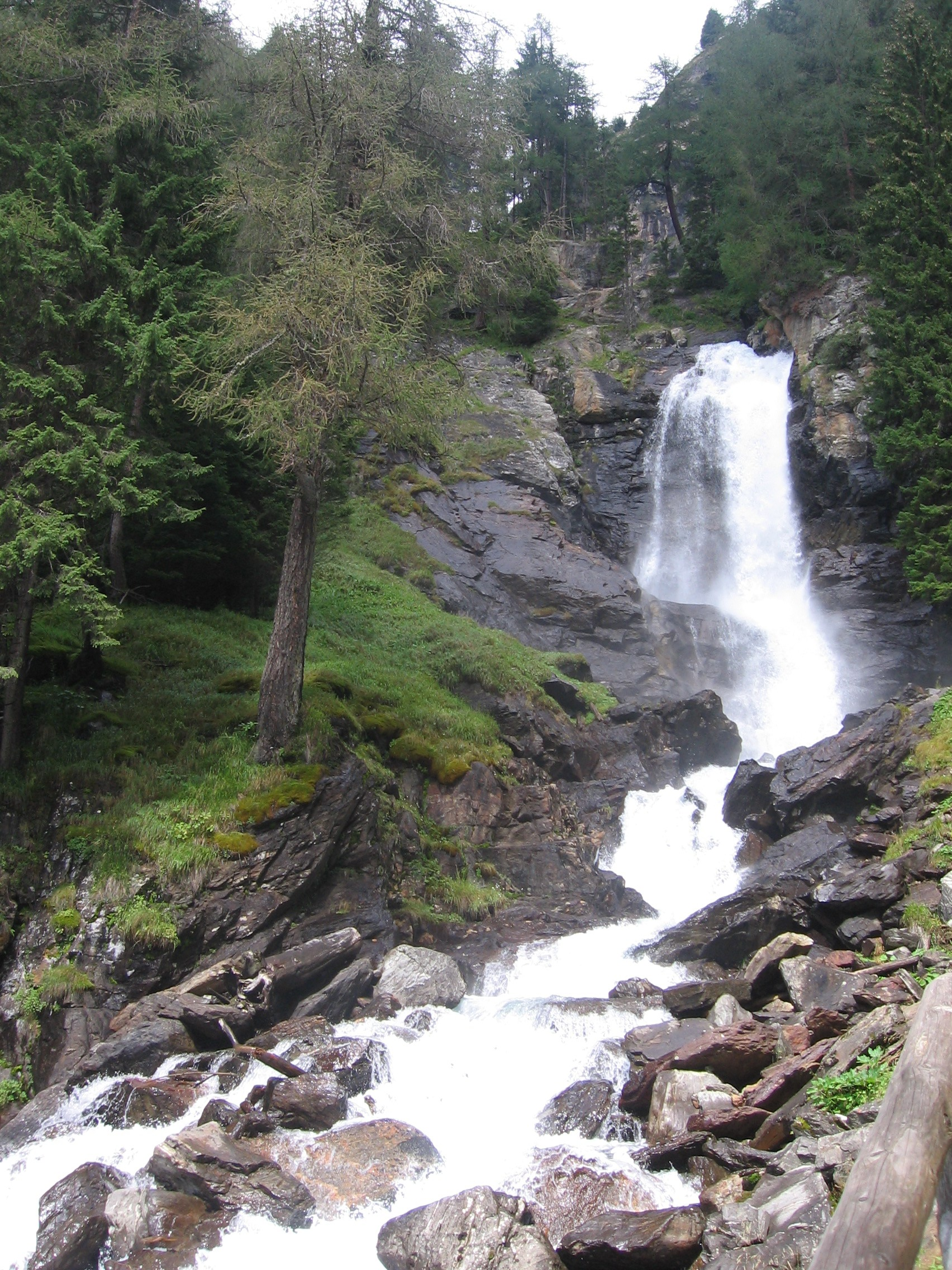
Cascata in Val di Saènt (Rabbi), nel Parco nazionale dello Stelvio

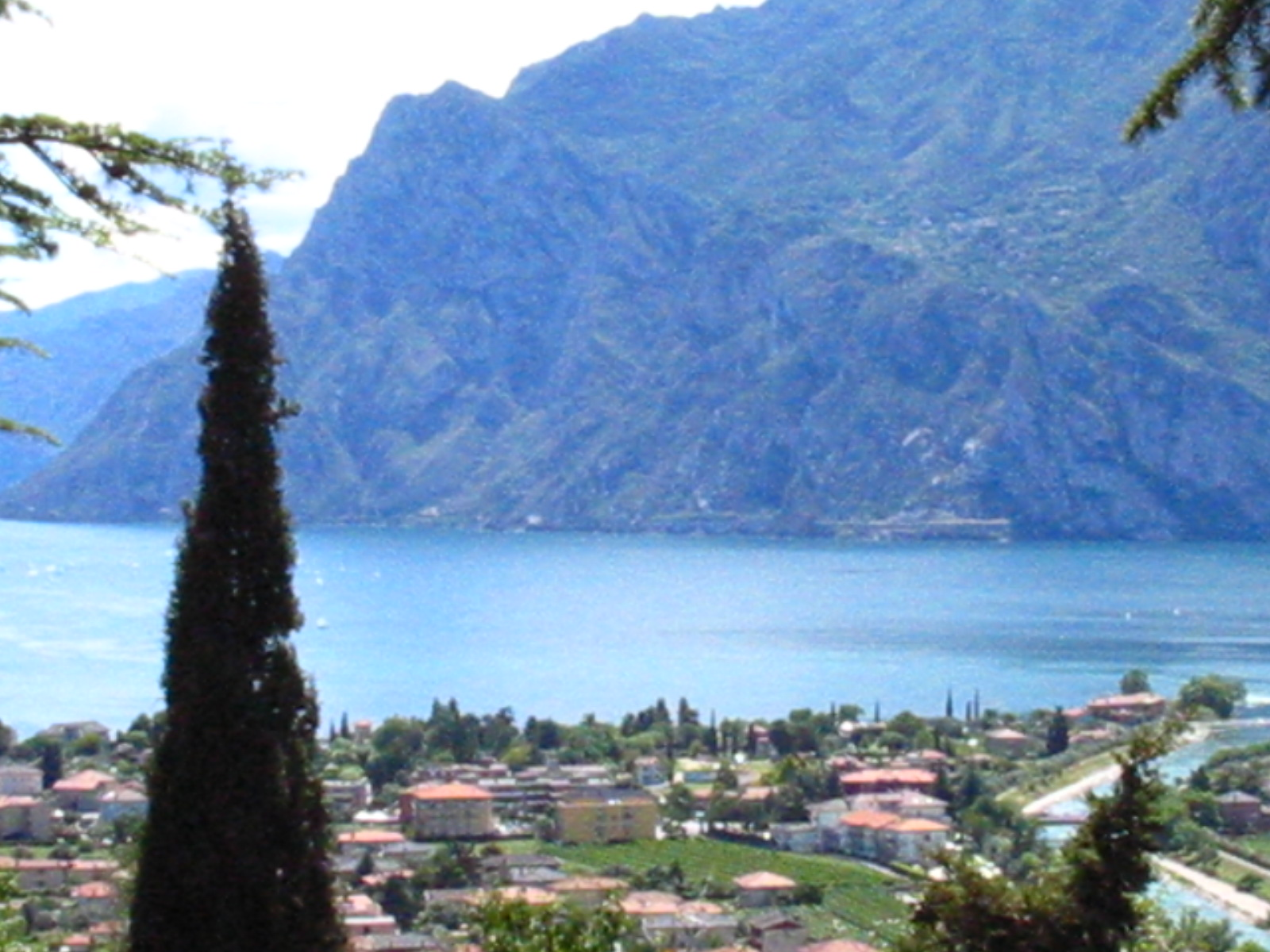
Torbole e il lago di Garda

Alcuni fattori, come la densità di popolazione relativamente bassa della Provincia, la presenza di vasti ambienti isolati e ad altimetria piuttosto elevata, l'istituzione di diverse aree naturali protette, un certo grado di rispetto degli abitanti per i luoghi naturali (seppur in pochi casi compromessi da infrastrutture e costruzioni), hanno permesso la conservazione di numerose specie animali e vegetali.
Tra la popolazione faunistica del Trentino, estremamente varia, si possono ricordare alcune specie particolarmente numerose: gli ungulati (cervi, caprioli, camosci, e in misura minore stambecchi), lepri, volpi, scoiattoli, marmotte, galli cedroni.
Il territorio del Trentino è ricoperto per circa il 50% da boschi (circa 300 000 ettari). Nei versanti più elevati esso è composto principalmente da conifere, ma sono presenti anche faggi, aceri, frassini e sorbi.
Tra le iniziative ambientali più importanti portate avanti dalla Provincia autonoma di Trento, va segnalato il Progetto Life Ursus, volto al ripopolamento nel Trentino dell'orso bruno (ursus arctos), il più grande e significativo mammifero delle Alpi.
Agli orsi autoctoni trentini, prossimi all'estinzione, sono stati affiancati una serie di esemplari provenienti dalle foreste della Slovenia. Gli orsi, inseriti in un primo momento nell'area del Parco Adamello Brenta, si sono spostati anche nei territori limitrofi del Trentino occidentale, sconfinando anche in Alto Adige, Austria e Germania.
In Trentino sono state istituite tre aree naturali protette (una nazionale e due provinciali):
- la parte trentina del Parco nazionale dello Stelvio - nel cuore delle Alpi centrali, esso include il gruppo Ortles-Cevedale e le vallate alpine di Peio e Rabbi, dove sono presenti i due centri visitatori del settore trentino
- il Parco naturale Adamello-Brenta - la maggior area protetta del Trentino, interessa ben 39 comuni tra le valli Rendena (che divide i due gruppi montuosi) di Sole, di Non e Giudicarie. I centri visitatori sono situati presso il Lago di Tóvel, a Daone (dedicato alla fauna), a Spormaggiore (dedicato all'orso)
- il Parco naturale Paneveggio-Pale di San Martino - nella parte orientale del Trentino, include il settore trentino delle Pale di San Martino, la parte orientale del Lagorai e la foresta di abeti rossi di Paneveggio. I punti dedicati alla visita si situano a Paneveggio (flora e fauna), in Val Canali (acqua e storia), a San Martino di Castrozza (geologia e vita in alta quota) e a Prà de Madego nel Vanoi (etnografia)

In Consiglio provinciale sono state inoltre avanzate alcune proposte di istituzione di diversi nuovi parchi provinciali, mentre recentemente è stata approvata la legge (legge 11/2007) che prevede il riassetto dei parchi trentini la futura istituzione di parchi locali la cui organizzazione può essere determinata dalle nascenti comunità di valle. Le aree individuate come possibili zone per le nuove aree protette provinciali o locali sono il Cadria-Tenno, il Lagorai-Cima d'Asta, il Latemar, il Monte Baldo-Garda trentino, il Monte Bondone e i territori del Pasubio-Piccole Dolomiti-Lessini.

## Società

### Evoluzione demografica
Al 1º gennaio 2020 si contavano 542 739 abitanti, di cui 47 880 stranieri (8,8%).

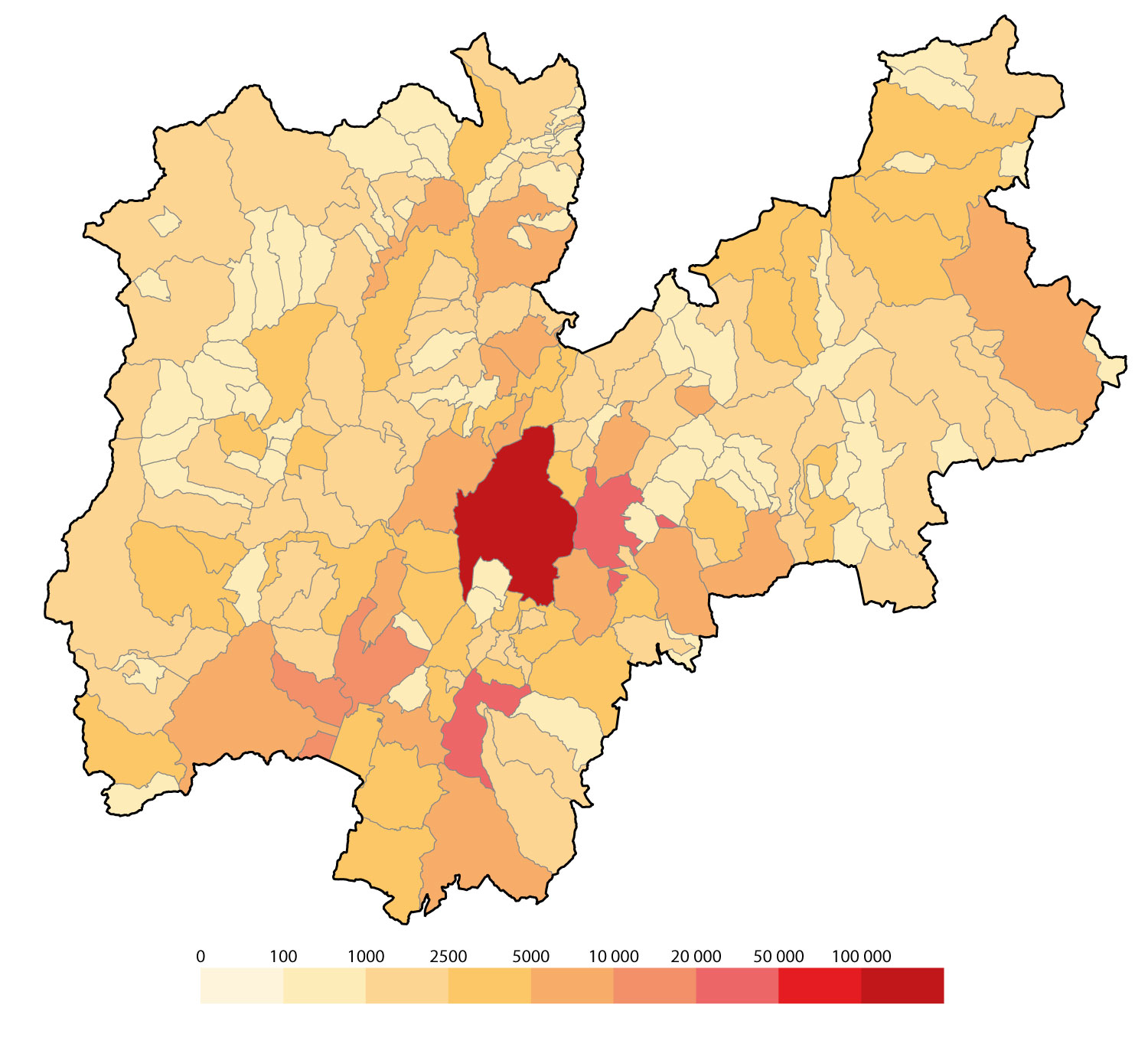
Popolazione (2020)
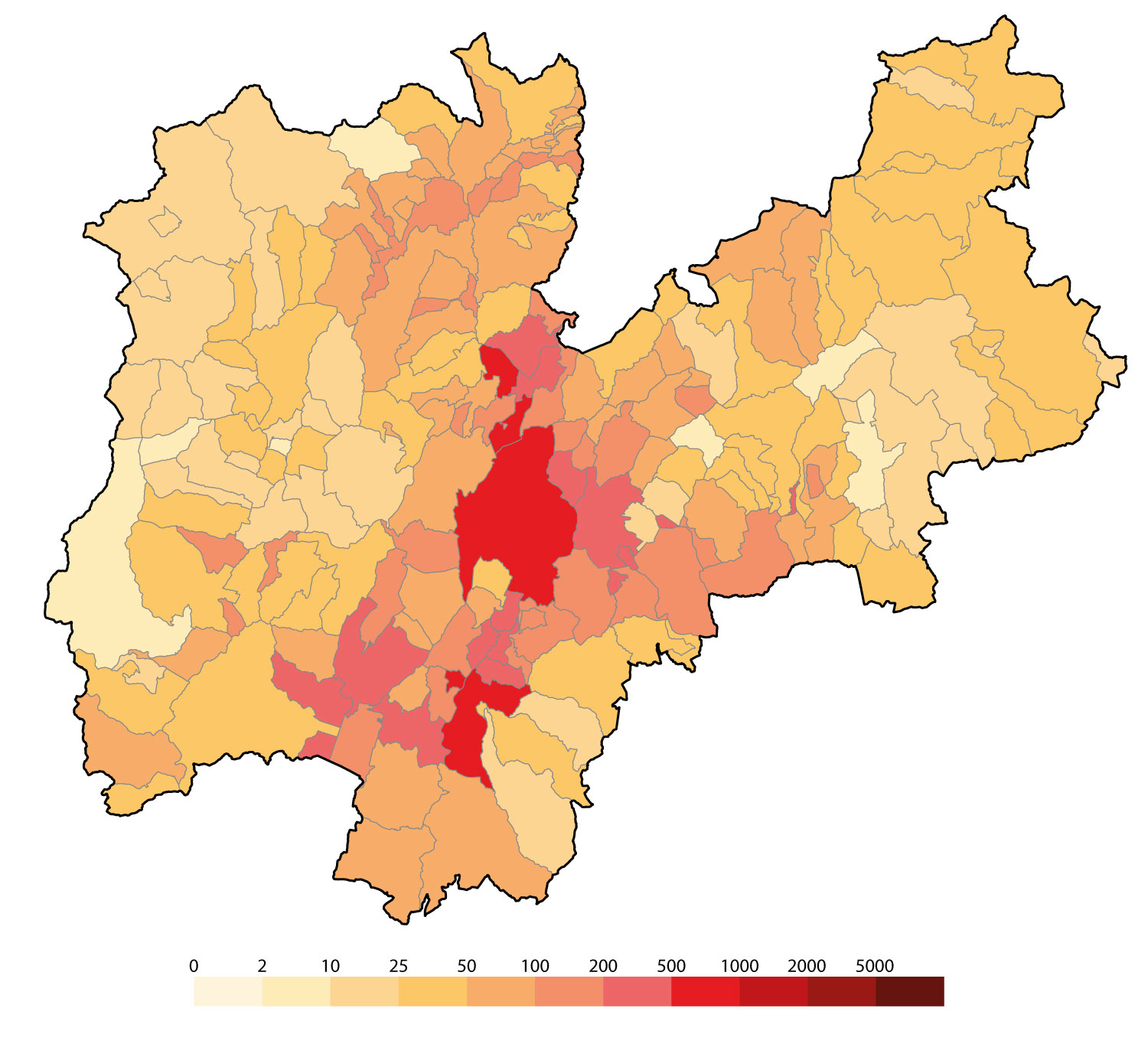
Densità di popolazione (2020)
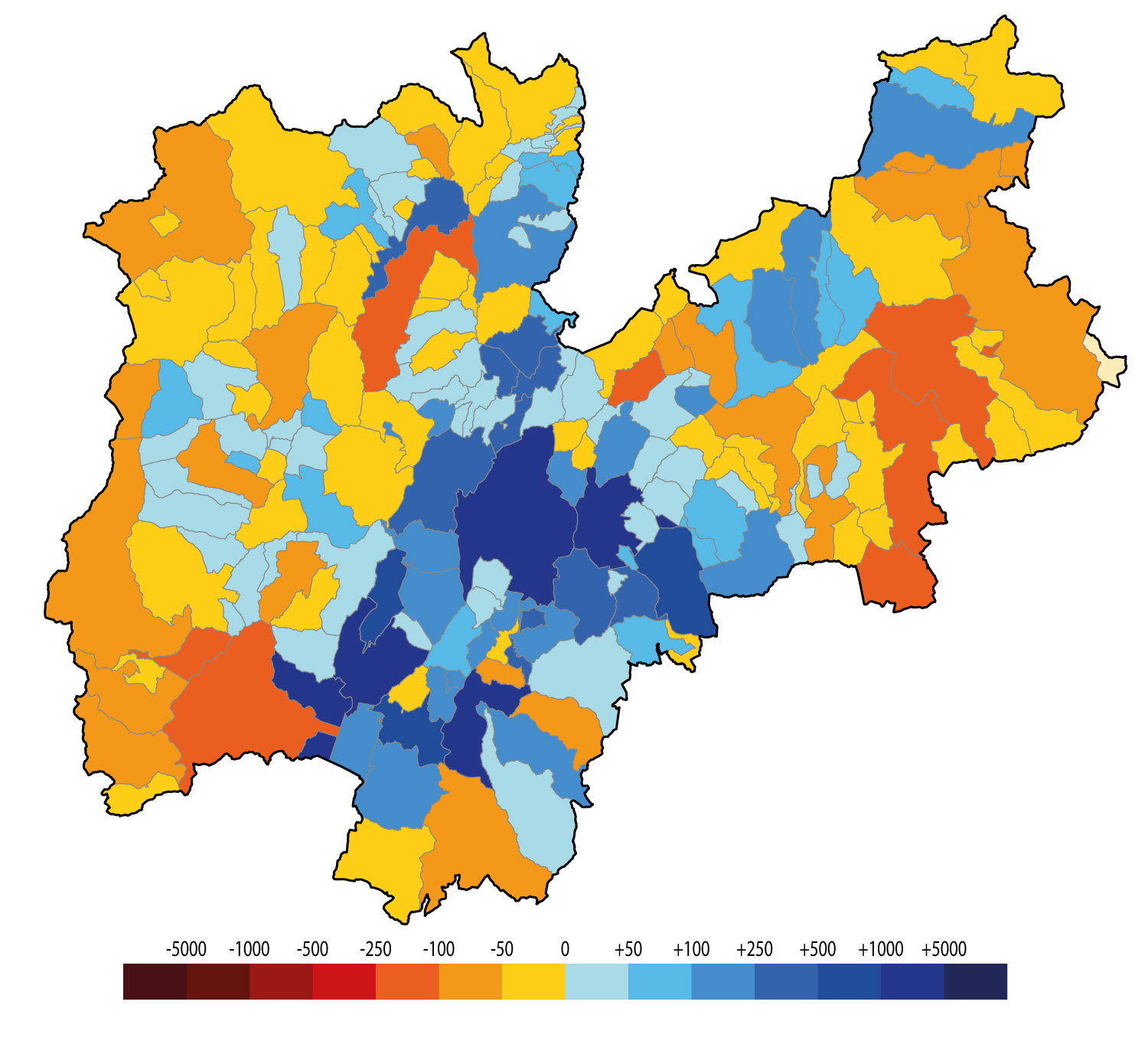
Andamento della popolazione (2011-2020)

## Comuni
La Provincia autonoma di Trento è caratterizzata da numerosi comuni di piccole dimensioni. Per l'espletamento di numerosi servizi, di cui i comuni non potrebbero farsi carico singolarmente, sono stati istituiti (sotto la presidenza provinciale dell'avvocato Bruno Kessler) prima i comprensori, sostituiti ora dalle più piccole comunità di valle.
A seguito di numerose fusioni di comuni, il numero dei comuni è passato, dal 2009 ad oggi, da 223 a 166.
I comuni della provincia sono i seguenti:
- Ala
- Albiano
- Aldeno
- Altavalle
- Altopiano della Vigolana
- Amblar-Don
- Andalo
- Arco
- Avio
- Baselga di Piné
- Bedollo
- Besenello
- Bieno
- Bleggio Superiore
- Bocenago
- Bondone
- Borgo Chiese
- Borgo d'Anaunia
- Borgo Lares
- Borgo Valsugana
- Brentonico
- Bresimo
- Caderzone Terme
- Calceranica al Lago
- Caldes
- Caldonazzo
- Calliano
- Campitello di Fassa
- Campodenno
- Canal San Bovo
- Canazei
- Capriana
- Carisolo
- Carzano
- Castel Condino
- Castel Ivano
- Castello Tesino
- Castello-Molina di Fiemme
- Castelnuovo
- Cavalese
- Cavareno
- Cavedago
- Cavedine
- Cavizzana
- Cembra Lisignago
- Cimone
- Cinte Tesino
- Cis
- Civezzano
- Cles
- Comano Terme
- Commezzadura
- Contà
- Croviana
- Dambel
- Denno
- Dimaro Folgarida
- Drena
- Dro
- Fai della Paganella
- Fiavé
- Fierozzo
- Folgaria
- Fornace
- Frassilongo
- Garniga Terme
- Giovo
- Giustino
- Grigno
- Imer
- Isera
- Lavarone
- Lavis
- Ledro
- Levico Terme
- Livo
- Lona-Lases
- Luserna
- Madruzzo
- Malé
- Massimeno
- Mazzin
- Mezzana
- Mezzano
- Mezzocorona
- Mezzolombardo
- Moena
- Molveno
- Mori
- Nago-Torbole
- Nogaredo
- Nomi
- Novaledo
- Novella
- Ospedaletto
- Ossana
- Palù del Fersina
- Panchià
- Peio
- Pellizzano
- Pelugo
- Pergine Valsugana
- Pieve Tesino
- Pieve di Bono-Prezzo
- Pinzolo
- Pomarolo
- Porte di Rendena
- Predaia
- Predazzo
- Primiero San Martino di Castrozza
- Rabbi
- Riva del Garda
- Romeno
- Roncegno Terme
- Ronchi Valsugana
- Ronzo-Chienis
- Ronzone
- Rovereto
- Roveré della Luna
- Ruffré-Mendola
- Rumo
- Sagron Mis
- Samone
- San Lorenzo Dorsino
- San Michele all'Adige
- Sant'Orsola Terme
- Sanzeno
- Sarnonico
- Scurelle
- Segonzano
- Sella Giudicarie
- San Giovanni di Fassa
- Sfruz
- Soraga di Fassa
- Sover
- Spiazzo
- Spormaggiore
- Sporminore
- Stenico
- Storo
- Strembo
- Telve
- Telve di Sopra
- Tenna
- Tenno
- Terragnolo
- Terre d'Adige
- Terzolas
- Tesero
- Tione di Trento
- Ton
- Torcegno
- Trambileno
- Trento
- Tre Ville
- Valdaone
- Valfloriana
- Vallarsa
- Vallelaghi
- Vermiglio
- Vignola-Falesina
- Villa Lagarina
- Ville d'Anaunia
- Ville di Fiemme
- Volano
- Ziano di Fiemme

### Comuni più popolosi
Questi sono i dieci più popolosi ordinati per numero di abitanti (dati:  Istat. URL consultato il 15 settembre 2019 (archiviato dall'url originale il 21 febbraio 2015). 31 dicembre 2019):
| Pos. | Stemma | Comune di         | Popolazione (ab) | Superficie (km²) | Densità (ab/km²) | Altitudine (m s.l.m.) | Comunità di valle                  |
| ---- | ------ | ----------------- | ---------------- | ---------------- | ---------------- | --------------------- | ---------------------------------- |
| 1º   |        | Trento            | 118 902          | 157,92           | 740              | 194                   | Territorio della Val d'Adige       |
| 2º   |        | Rovereto          | 40 285           | 50,9             | 755              | 204                   | Comunità della Vallagarina         |
| 3º   |        | Pergine Valsugana | 21 548           | 54,4             | 380              | 490                   | Comunità Alta Valsugana e Bersntol |
| 4º   |        | Arco              | 17 927           | 63,25            | 269              | 91                    | Comunità Alto Garda e Ledro        |
| 5º   |        | Riva del Garda    | 17 602           | 42,45            | 383              | 70                    | Comunità Alto Garda e Ledro        |
| 6º   |        | Mori              | 10 125           | 34,54            | 278              | 204                   | Comunità della Vallagarina         |
| 7º   |        | Lavis             | 9 113            | 12,44            | 700              | 238                   | Comunità Rotaliana-Königsberg      |
| 8º   |        | Ala               | 8 808            | 119,87           | 76               | 180                   | Comunità della Vallagarina         |
| 9º   |        | Levico Terme      | 8 133            | 62,88            | 119              | 520                   | Comunità Alta Valsugana e Bersntol |
| 10º  |        | Mezzolombardo     | 7 311            | 13,82            | 500              | 227                   | Comunità Rotaliana-Königsberg      |

### Etnie e minoranze straniere
Al 1º gennaio 2018 risiedono in Trentino 46 929 stranieri, 473 unità in più rispetto al 1º gennaio 2017 (con un incremento relativo dell'1,0%). Gli stranieri costituiscono l’8,7% della popolazione residente totale, un livello analogo alla media nazionale. In Italia, infatti, gli stranieri sono l'8,6% della popolazione residente, mentre nella provincia di Bolzano sono il 9,1% e nella ripartizione Nord-Est il 10,5%.
Al 1º gennaio 2017 i gruppi più numerosi sono quelli di:
- Romania 10 258 - 22,08%
- Albania 5 779 - 12,44%
- Marocco 3 820 - 8,22%
- Ucraina 2 549 - 5,49%
- Moldavia 2 520 - 5,42%
- Macedonia del Nord 2 465 - 5,31%

(dati:  1º gennaio 2017.)

## Economia
Il Trentino è un territorio montano e quindi con pochi terreni agricoli idonei ad una ricca agricoltura, ma la sua posizione di passaggio tra l'Italia e le terre del Nord Europa ha sempre favorito i commerci. Nel Medioevo si svilupparono le industrie tessili a Trento e ad Ala e, grazie all'apporto di alcuni mercanti di Norimberga e dei veneziani, l'industria della seta a Rovereto. L'economia del Trentino si basò per secoli anche sulla fornitura di legname pregiato alle terre della pianura padana ed in particolare alla Repubblica di Venezia.
Nel periodo di dominazione asburgica successiva alla perdita del Lombardo-Veneto (1859/1866-1918), il Trentino era la terra più assolata per quelle particolari coltivazioni, che non erano possibili nella parte dell'impero posta al suo Nord; il suo clima mite lo rese meta turistica preferita di eminenti personalità dell'impero per soggiorni di vacanza, svago ad Arco, e cure termali a Levico e Roncegno. Tuttavia, a causa del carattere montuoso e dell'isolamento in cui gran parte del suo territorio si trovava, il Trentino rimase una terra povera. Proprio per contrastare l'indigenza don Lorenzo Guetti fondò allo spirare del XIX secolo la prima cooperativa trentina, formula societaria che in Trentino ebbe matrice cattolica e che poi ebbe grande fortuna in Trentino nel secolo successivo.
Una particolarità dell'economia trentina è ancora oggi l'ampiezza del settore cooperativo (oltre 200 000 soci in Trentino), che ha riscontri simili di diffusione solo in Emilia-Romagna; le cooperative trentine sono dette "bianche" perché legate storicamente alla Democrazia Cristiana, in contrapposizione a quelle dell'Emilia-Romagna, legate al Partito Comunista e perciò dette "rosse". Le cooperative trentine sono molto attive nel settore del credito (prima casse rurali, ora banche di credito cooperativo) e della trasformazione dei prodotti agricoli (caseifici sociali, cantine sociali, consorzi ortofrutticoli), meno nel settore della distribuzione commerciale (famiglie cooperative, sindacato agricolo industriale trentino - SAIT), mentre quelle emiliane prediligono altri settori (grande distribuzione, costruzioni edili e stradali, assicurazioni) per cui nel sistema cooperativo, riunificatosi alla fine del XX secolo dopo un cinquantennio di contrapposizione ideologico-politica, diventano complementari. Le cooperative trentine sono riunite nella federazione dei consorzi cooperativi, che vigila sulle singole cooperative.
Il benessere diffuso arrivò negli anni settanta del Novecento insieme al boom del Nordest e all'ampliamento dell'autonomia politica, dovuto alle pressioni dei corregionali dell'Alto Adige e alla capacità dei politici trentini inseriti ai massimi livelli a livello nazionale (soprattutto Flaminio Piccoli e Bruno Kessler).

### Agricoltura e allevamento

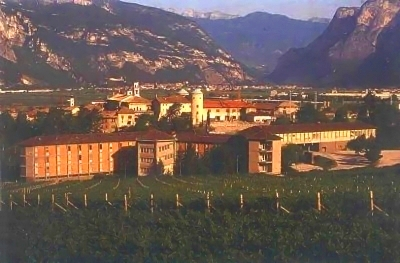
Panoramica complesso scolastico dell'Istituto Agrario di S.Michele all'Adige oggi Fondazione Edmund Mach (FEM)

Nonostante le caratteristiche del territorio, prevalentemente montano, il settore agricolo è piuttosto rilevante. Al contrario del vicino Alto Adige, le aziende agricole non sono indipendenti fra loro (struttura del maso chiuso, che pure ha impedito in provincia di Bolzano un eccessivo frazionamento delle proprietà), ma spesso inserite in un'ampia rete di cooperative agricole. Una caratteristica costante è sempre stata il maggior costo dei terreni agricoli, rispetto a terreni ben più produttivi posti nella vicina pianura padana.
In passato l'agricoltura era soprattutto di sopravvivenza, ma dall'ultima parte del Novecento la frutticoltura e la viticoltura hanno assunto una particolare importanza.
Infatti il comparto agricolo più importante è diventato quello frutticolo. La produzione numericamente più rilevante è relativa alle mele (assieme all'Alto Adige viene raggiunta circa il 60% della produzione nazionale con primato anche europeo di produzione), in particolare della varietà Golden Delicious.
Se la produzione di mele, pur presente anche nelle zone pianeggianti, è assolutamente prevalente in tutta la fascia tra i 400 e i 1 000 metri s.l.m., nelle zone tra i 200 e i 400 metri è assolutamente prevalente la produzione di un vasto assortimento di uve, in particolare delle varietà adatte a produrre gli spumanti con il metodo classico e i vini tipici, tanto che le uve sono il prodotto agricolo più significativo dopo le mele, prodotto di alta qualità anche se (diversamente dalle mele) quantitativamente modesta rispetto alla produzione nazionale italiana. Proprio l'aver intrapreso per prima la strada dell'alta qualità del vino e delle grappe, nonché l'esplosione della produzione di spumanti di alta qualità ha reso la viticoltura particolarmente fiorente e redditizia.
La coltivazione dei piccoli frutti (fragole, lamponi, mirtilli e more) è significativa, nonostante sia necessariamente quantitativamente limitata, e peculiare di alcune zone specifiche del Trentino, in particolare la Valle dei Mocheni ed altre zone di montagna.
Alcune aree, come la Val di Gresta, sono interessate dalla coltivazione degli ortaggi (patata, carota, cavolo cappuccio, zucchina, radicchio, sedano, cipolla, ecc.).
| Tipologia | Produzione (q.li) |
| --------- | ----------------- |
| Mele      | 4 489 190         |
| Fragole   | 36 000            |
| Susine    | 14 500            |
| Ciliegie  | 10 080            |
| Lamponi   | 4 852             |
| Ribes     | 4 859             |
| More      | 3 274             |

| Specie  | Numero capi |
| ------- | ----------- |
| Bovini  | 45 149      |
| Ovini   | 20 642      |
| Caprini | 5 463       |
| Equini  | 2 014       |
| Suini   | 6 354       |

Storicamente molto significativo l'allevamento, in passato uno dei mezzi di sostentamento più importanti nelle vallate alpine. Testimonianza di ciò è la presenza in quasi tutto il territorio provinciale di malghe e ricoveri estivi per il bestiame, in parte tuttora utilizzati per la pratica dell'alpeggio. Il settore zootecnico più rilevante è relativo ai bovini da latte, da cui si ricava una grande varietà di prodotti caseari tipici, anche se il settore caseario è meno rilevante che in passato; tuttavia vengono tuttora prodotte varie tipologie peculiari di formaggi, stagionati e freschi. Di particolare pregio il Trentingrana (sotto denominazione della DOP "Grana padano"), il Puzzone di Moena DOP, la Tosèla del Primiero e il Casolet della Val di Sole. Altre leccornie degne di nota del settore alimentare sono la farina di granoturco di Storo, le mele della Val di Non e le produzioni locali di miele e funghi. Infine sulla sponda trentina del Lago di Garda è coltivato l'ulivo: si tratta della punta con la latitudine più elevata all'interno dell'areale di questa pianta (se si eccettuano i territori lombardi del Lago di Como), tipicamente mediterranea. Il fatto di essere così settentrionale permette di avere un olio più ricco di polifenoli e clorofilla; questo è il motivo del colore verde di questo olio e del sapore del tutto particolare.
Ci si è resi conto che, non potendo competere con i terreni di pianura con la quantità, era molto più conveniente orientarsi all'alta qualità dei prodotti con una puntigliosa tutela dei marchi dei prodotti locali. Quanto a sviluppo dei marchi di origine e qualità e alla loro difesa, gli imprenditori trentini e le cooperative agricole o di lavorazione dei prodotti agricoli sono stati dei maestri anche per il resto d'Italia, che sta seguendo in ritardo tale politica commerciale.
La Provincia, in ambito agricolo, nell'ottica della valorizzazione dei prodotti, è sempre stata sensibile al tema della produzione sostenibile e naturale e, già dal 2003, ha istituito il Centro di ricerca SafeCrop, Centro per la ricerca e lo sviluppo di sistemi per la protezione delle piante a basso impatto sull'ambiente e sulla salute del consumatore.
Infine si può notare la ricca produzione di vino tra cui spicca lo spumante Trento DOC.

### Industria
L'industria occupa circa il 30% della popolazione attiva della Provincia, contribuendo per circa un terzo alla ricchezza complessiva prodotta.
Le industrie sono concentrate nella Valle dell'Adige, in Vallagarina e nella Valsugana e sono spesso di piccole-medie dimensioni. Sono attive nei settori tessile, edilizio, della meccanica, del legno e della carta. Un ambito industriale particolarmente importante è relativo alla lavorazione del porfido, principalmente in Val di Cembra e nelle zone limitrofe (comuni di Albiano, Fornace, Civezzano, Lona-Lases, Baselga di Piné).
Importante, ad oggi, è il polo industriale della meccatronica sito a Rovereto.
Molto importante per qualità, immagine, storia e tradizione, è il settore alimentare con numerose cantine (vino) e distillerie tradizionali. Alcune grosse realtà cooperative (come Cavit o Mezzocorona) e altre piccole o medie realtà private (come Marzadro, Ferrari, Villa de Varda, Zeni, Endrizzi, Bertagnolli, Poier) collaborano e contribuiscono per espandere sempre più la tradizione trentina del "bere bene". Ci si è resi conto che, non potendo competere con la quantità, era molto più conveniente orientarsi all'alta qualità dei prodotti con una puntigliosa tutela dei marchi dei prodotti locali, sia con riconoscimenti DOC, DOP e IGP per i vini sia con la riqualificazione di prodotti prima trascurati come le grappe e i liquori sia con l'introduzione di prodotti nuovi come gli spumanti metodo classico (già prima denominato champenoise). Quanto a sviluppo dei marchi di origine e qualità e alla loro difesa, gli imprenditori trentini e le cooperative di trasformazione dei prodotti agricoli sono stati dei maestri anche per il resto d'Italia, che sta seguendo in ritardo tale politica commerciale.
L'abbondanza d'acqua, l'orografia del territorio e la presenza di dislivelli molto ampi hanno favorito la produzione di energia idroelettrica (il Trentino detiene una quota tra l'8% e il 10% dell'intera produzione nazionale).

### Settore terziario
Viste le ampie competenze amministrative e le notevoli risorse finanziarie della Provincia autonoma di Trento il settore pubblico svolge un ruolo di primaria importanza, non solo in quanto vengono gestiti a livello provinciale servizi solitamente gestiti dallo stato, ma anche in quanto principale datore di lavoro del Trentino. I dipendenti pubblici in Trentino ammontano a quasi 50 000 persone.
A Trento ha sede ITAS - Istituto Trentino-Alto Adige per assicurazioni, una "società mutua assicuratrice" costituita nel 1821.
Una delle attività economiche più importanti è il turismo, sia estivo che soprattutto invernale, caratterizzato da una notevole varietà e ampiezza nell'offerta turistica.
Secondo le statistiche del 2005, in Provincia sono presenti 1 570 strutture alberghiere, per un totale di 94 162 posti letto; includendo alloggi privati, seconde case e esercizi complementari il Trentino conta 69 737 strutture per 460 235 posti letto complessivi.

### Turismo montano

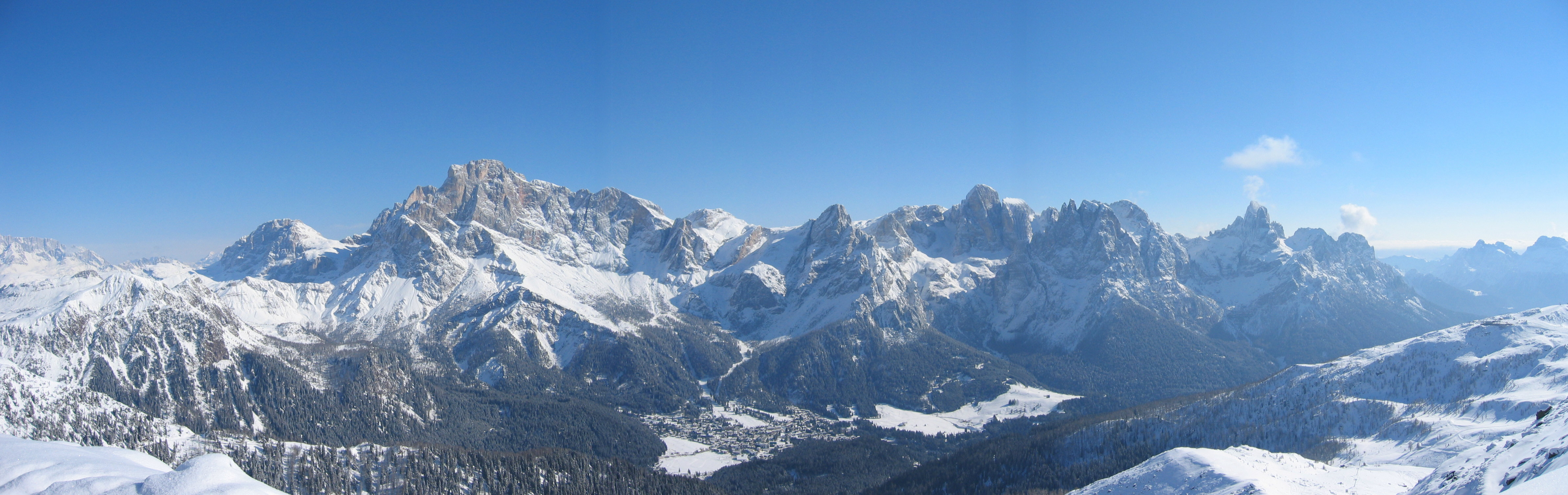
Le Pale di San Martino, il gruppo più esteso delle Dolomiti. Ai piedi del complesso l'abitato di San Martino di Castrozza.

Le principali località turistiche sono centri a carattere montano, caratterizzate dalla presenza di numerosi impianti di risalita, spesso parte di ampi caroselli sciistici, e di strutture per la pratica degli sport invernali.
Il centro più mondano della provincia è Madonna di Campiglio, adagiata a 1 550 metri, sorta in una conca tra le Dolomiti di Brenta e le nevi perenni del gruppo dell'Adamello e del gruppo della Presanella, antica sede di un ospizio medievale dedicato a Santa Maria. A Campiglio (pista 3-Tre) vengono spesso disputate gare di slalom speciale della coppa del Mondo di sci alpino. Accomunato dalla stessa origine, nel Trentino orientale si è sviluppato San Martino di Castrozza, attorniato dai prati un tempo custoditi dall'antico monastero di San Martino e Giuliano e dalle vette del più esteso fra i gruppi dolomitici, le Pale di San Martino. La località, situata nel Primiero, è considerata da molti la zona più bella delle Dolomiti. Sempre nella valle di Primiero è presente un altro borgo storico ricco di fascino, Fiera di Primiero, situato proprio ai piedi del summenzionato massiccio delle Pale.
Da San Martino, valicando il passo Rolle si giunge in val di Fiemme (fra i centri maggiori, Cavalese, Predazzo e Tesero), vallata celebre per le sue estese foreste di abete rosso e nota come importante centro sportivo, soprattutto per lo sci nordico, del quale ha organizzato tre mondiali (1991, 2003 e 2013); a nord di Fiemme si estende la terra dei ladini, la val di Fassa, formata da diversi piccoli centri (i più grandi e forse i più conosciuti sono Moena e Canazei) e scolpita da alcuni fra i più rilevanti gruppi delle Dolomiti (Marmolada, Sella, Catinaccio).
Numerose sono le frazioni adagiate sugli altopiani di Folgaria e Lavarone, antiche comunità di origine cimbra e importanti centri turistici sia estivi che invernali, non lontano dal confine con il Veneto.
Nel Trentino occidentale, le due stazioni di Folgarida e Marilleva, unite al comprensorio del passo del Tonale e al paese di Peio rappresentano i maggiori centri sciistici della val di Sole. Infine, località turistiche di primo piano sono i paesi (Andalo, Molveno e Fai) adagiati tra le pendici della Paganella e il cuore del gruppo dolomitico del Brenta.
Altre zone interessate da impianti di risalita per la pratica dello sci sono l'altopiano di Brentonico, il passo Brocon, la Panarotta e il monte Bondone.
I numerosi valichi alpini lo rendono un'attrattiva per cicloturisti e ciclisti amatori d'estate. Particolarmente famoso è il giro del Sella Ronda con i suoi passi affrontati numerose volte dal giro d'Italia professionisti. Vi si tengono annualmente il giro del Trentino, il trofeo Melinda, la maratona delle Dolomiti e diverse gran fondo.

### Turismo climatico

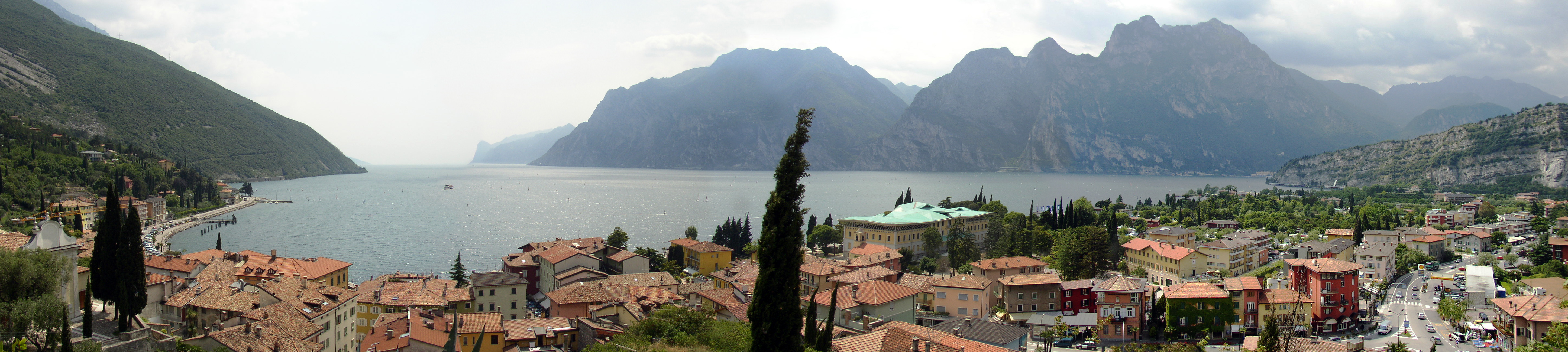
Il paese di Torbole, sulla sponda settentrionale del lago di Garda

Altre mete frequentate sono le stazioni climatiche sorte nei pressi dei diversi laghi della Provincia, apprezzate in particolare dai turisti stranieri. Fra queste, si possono ricordare Riva del Garda e Torbole sulla sponda settentrionale del lago di Garda e i diversi centri della Valsugana nei pressi dei laghi di Levico e Caldonazzo.
Infine, importante è il turismo termale: i centri termali più importanti del Trentino sono Comano, ai piedi del settore meridionale delle Dolomiti di Brenta, Levico e Vetriolo in alta Valsugana, Peio e Rabbi nelle due vallate laterali della Val di Sole. Nel 2007 è stata scoperta un'ulteriore sorgente termale situata a Torbole sul Garda nel territorio del municipio di Arco. Attualmente lo sfruttamento di tale sorgente è ancora in fase di pianificazione ma si prevede comunque la creazione di un polo termale.

## Trasporti e comunicazioni

### Linee stradali

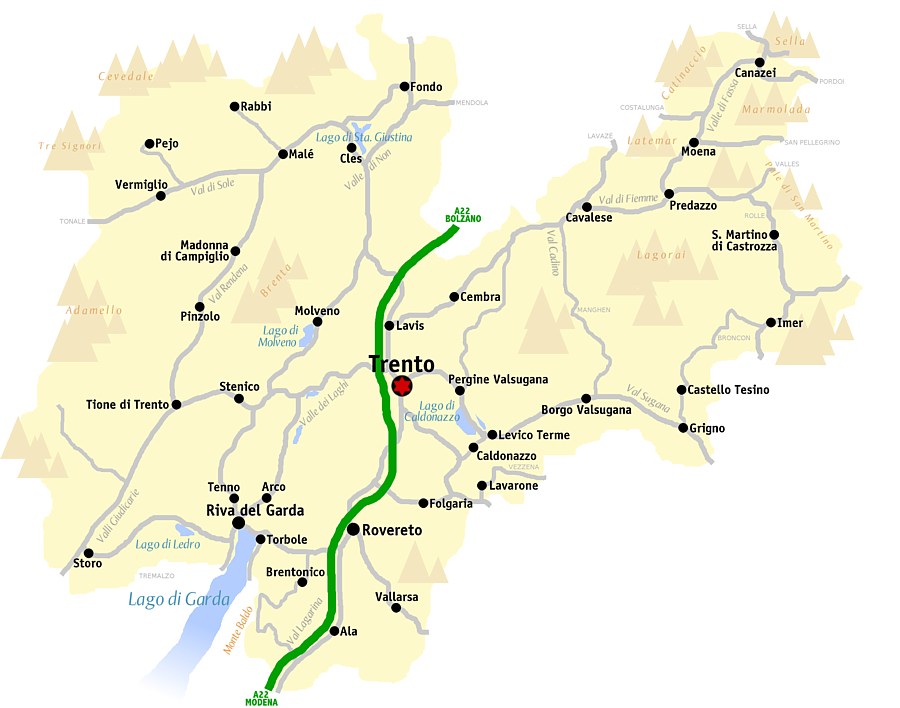
Carta stradale del Trentino

Il Trentino è terra di attraversamento tra l'area germanica e l'Italia settentrionale.
Gli assi principali di comunicazione stradale sono l'Autostrada A22 del Brennero e la Strada statale 12 dell'Abetone e del Brennero, che si sviluppano lungo la Valle dell'Adige. Esistono anche altre strade statali gestite dalla provincia che si estendono nelle principali valli più trafficate e molte sono anche le strade provinciali possedute dalla provincia che raggiungono i punti più complicati e difficili del territorio. La direzione della società Autostrada del Brennero s.p.a. si trova a Trento, in quanto i principali azionisti della Società sono la Regione Trentino-Alto Adige e le due province di Bolzano e Trento.
Poiché l'autostrada si caratterizza per un grande traffico di mezzi pesanti, è obiettivo primario della Provincia e della Regione diminuire pesantemente il traffico su gomma, spostando i veicoli pesanti sulla ferrovia, in futuro potenziata dal tunnel del Brennero tra Alto Adige e Tirolo.
È stata proposta più volte la costruzione sul territorio trentino di un'altra autostrada, l'A31 (detta Valdastico o PiRuBi), che collegherebbe Trento a Vicenza e Rovigo. La realizzazione di questa infrastruttura, già da molti anni interamente realizzata sul territorio veneto sino alla galleria di collegamento al Trentino è fortemente appoggiata dalla Regione Veneto, dalla Provincia di Vicenza e dall'ANAS, mentre divide popolazione e politica trentina.

### Linee ferroviarie

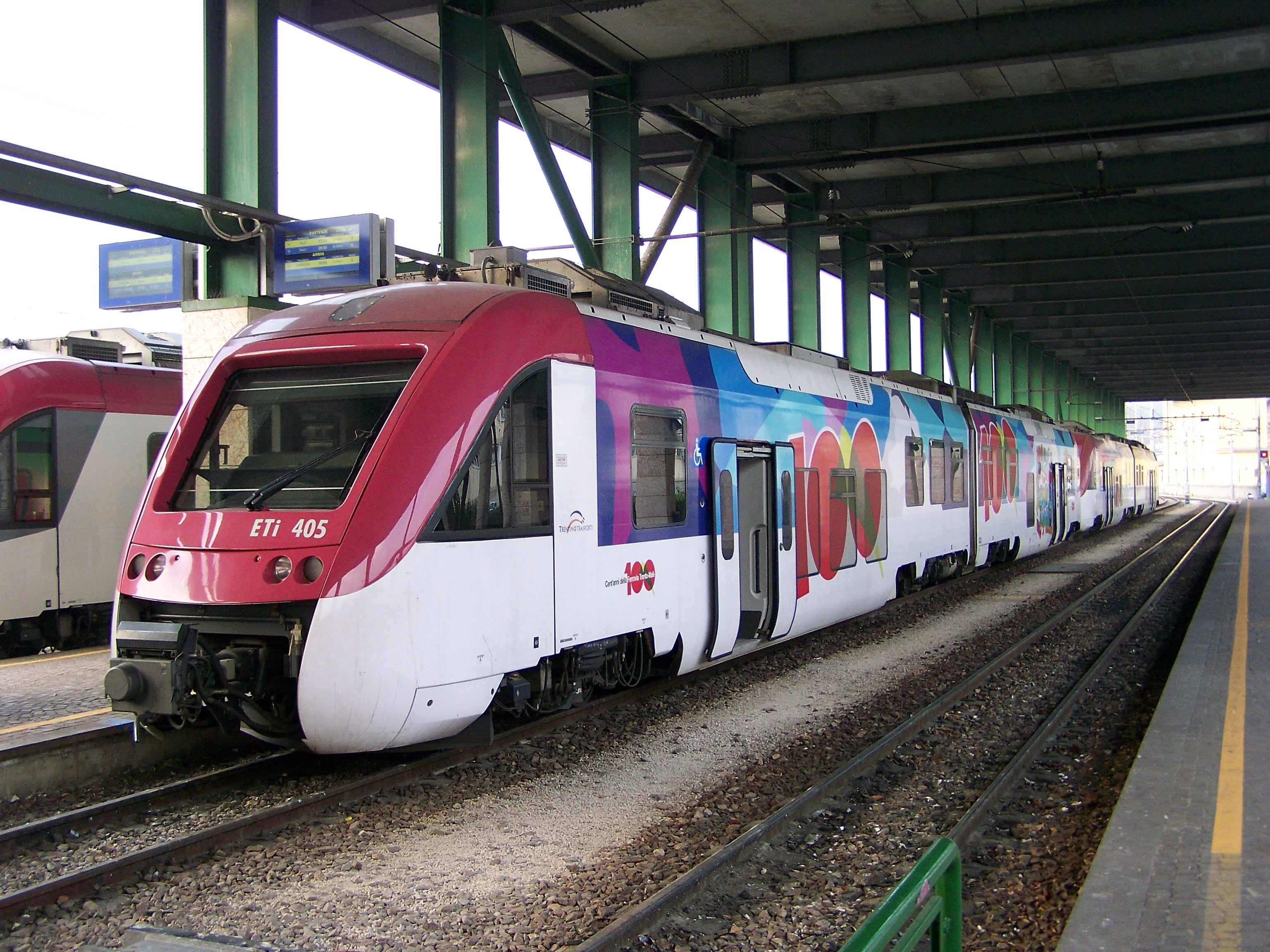
Alstom della ferrovia Trento-Malé-Mezzana

La linea ferroviaria principale è la Ferrovia del Brennero, che collega il Trentino a sud verso la Pianura Padana e a nord verso i Paesi Germanici. È in costruzione un lungo tunnel ferroviario che tra qualche anno renderà possibili velocissimi collegamenti tra la pianura padana e l'area germanica sia per le persone che per le merci, sottopassando il passo del Brennero ad alta velocità.
In Trentino esistono altre due linee ferroviarie: la Ferrovia della Valsugana, che collega Trento a Venezia, e la regionale (a scartamento ridotto) ferrovia Trento-Malé-Mezzana, che mette in comunicazione il capoluogo con le valli del Noce, Non e Sole, ed è in gestione alla società Trentino trasporti.
Nel passato esistevano inoltre diverse altre ferrovie, attivate in era asburgica e poi dismesse: la Ferrovia della Val di Fiemme, che collegava Ora a Predazzo, la Ferrovia dell'Alta Anaunia (Dermulo-Fondo-Mendola), diramazione della tranvia Trento-Malé che raggiungeva il Passo della Mendola, e la Ferrovia Rovereto-Arco-Riva (RAR).

### Trasporto pubblico
Il trasporto pubblico su gomma in tutto il Trentino, urbano a Trento e Rovereto, suburbano ed extraurbano in tutte le valli della provincia è affidato alla società Trentino trasporti, nata dalla fusione delle precedenti aziende "Atesina" e ferrovia Trento-Malé-Marilleva. Trentino trasporti svolge un capillare servizio pubblico raggiungendo anche i paesi più piccoli e isolati dell'intera provincia. La stessa società è concessionaria della linea ferroviaria Trento-Malé-Mezzana. La linea ferroviaria della Valsugana è invece gestita da Trenitalia, benché si discuta da tempo di una sua possibile provincializzazione. La Provincia autonoma di Trento, benché non proprietaria dell'infrastruttura, ha acquistato diversi treni minuetto per questa linea, affidandoli in gestione a Trenitalia.
Un ruolo importante è ricoperto dalla presenza sul territorio delle piste ciclabili che si sviluppano per circa 400 km; il Trentino è attraversato dalla Ciclopista del Sole dove il percorso segue il fiume Adige e da numerosi tracciati che percorrono i fondovalli delle valli trentine.

## Infrastrutture e trasporti

### Aeroporti

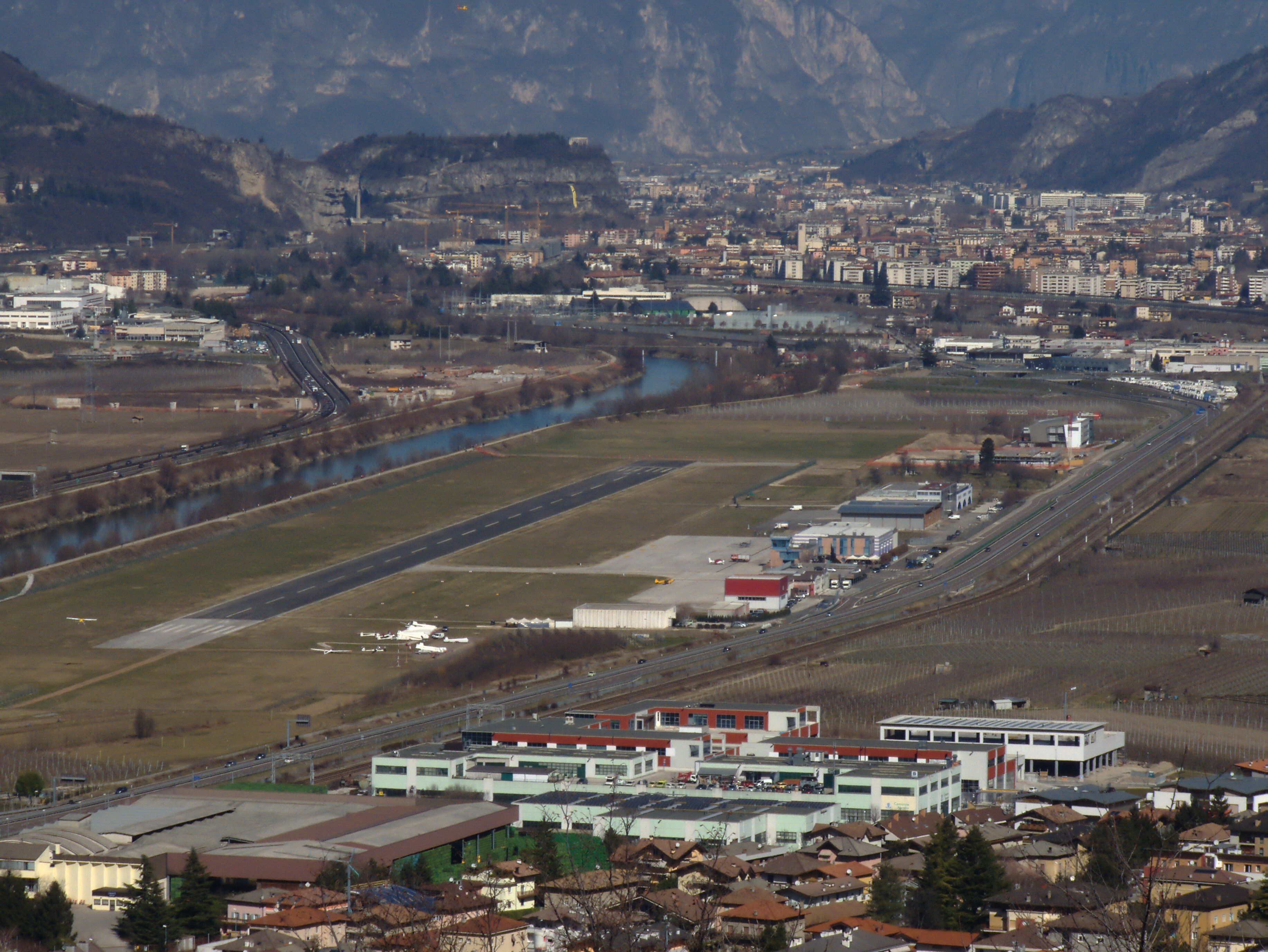
L'aeroporto visto dalla Obere Batterie Mattarello del complesso fortificato di Mattarello

A Trento esiste anche un aeroporto, che si trova a sud della città, ovvero presso Mattarello. Esso è aperto dal 1969 al traffico aereo turistico nazionale e comunitario, accoglie aerei da turismo, alianti ed elicotteri. L'aeroporto ospita il museo dell'aeronautica Gianni Caproni e la sede del Nucleo elicotteri della provincia autonoma di Trento.

## Cultura, istruzione e ricerca

### Istruzione e ricerca
A Trento è presente l'Università di Trento, istituita per volontà del presidente provinciale Bruno Kessler nel 1962, di medie dimensioni (circa diciassettemila studenti), ma molto attiva a livello internazionale. All'inizio le pur ricche risorse della Provincia non furono in grado di garantirne lo sviluppo, ma poi si riuscì ad accollare tutti gli oneri dell'insegnamento allo Stato, sicché le risorse della Provincia poterono concentrarsi sullo spingerne lo sviluppo e nel finanziare la sola ricerca (tramite l'Istituto Trentino di Cultura, ora denominato Fondazione Bruno Kessler) con maggior larghezza di mezzi rispetto ad altre realtà nazionali.
Sono presenti i dipartimenti di Economia e Management, Giurisprudenza, lettere e filosofia, Ingegneria, Sociologia, Scienze matematiche, fisiche e naturali, Scienze cognitive (nella sede di Rovereto).
Fu la prima università italiana a istituire corsi di laurea in sociologia, corso di laurea con cui l'università nacque. Secondo l'indagine Censis-la Repubblica del 2012 è seconda per qualità nella classifica degli atenei italiani di medie dimensioni.
La Provincia ha dato vita anche negli anni sessanta ad un importante istituto di ricerca scientifica ed umanistica: l'Istituto Trentino di Cultura (divenuto nel 2007 Fondazione Bruno Kessler), strutturata in due Centri scientifico tecnologici (Materiali e Microsistemi, e Information Technology) (FBK-irst), due centri umanistici, l'Istituto per gli studi storici italo-germanici (FBK-isig) e l'Istituto per le scienze religiose (FBK-isr). Della Fondazione Bruno Kessler (www.fbk.eu) fa parte anche l'ECT*, l'European Center for Theoretical studies in Nuclear Physics and related areas.
A Trento hanno sede infine il Centre for Computational and Systems Biology CoSBi, centro bioinformatico di eccellenza scientifica e tecnologica che opera nei settori farmaceutico e nutrigenomico nato dall'accordo siglato tra il governo italiano, la Provincia autonoma di Trento, l'Università di Trento e la Microsoft e il "Centro di Ecologia Alpina" (presso le Viote del Monte Bondone), confluito dal 1º gennaio 2008 nella Fondazione Edmund Mach, che raccoglie l'eredità storica dell'Istituto agrario di San Michele all'Adige, istituto di istruzione secondaria, ricerca e assistenza tecnica in agricoltura.

### Musei

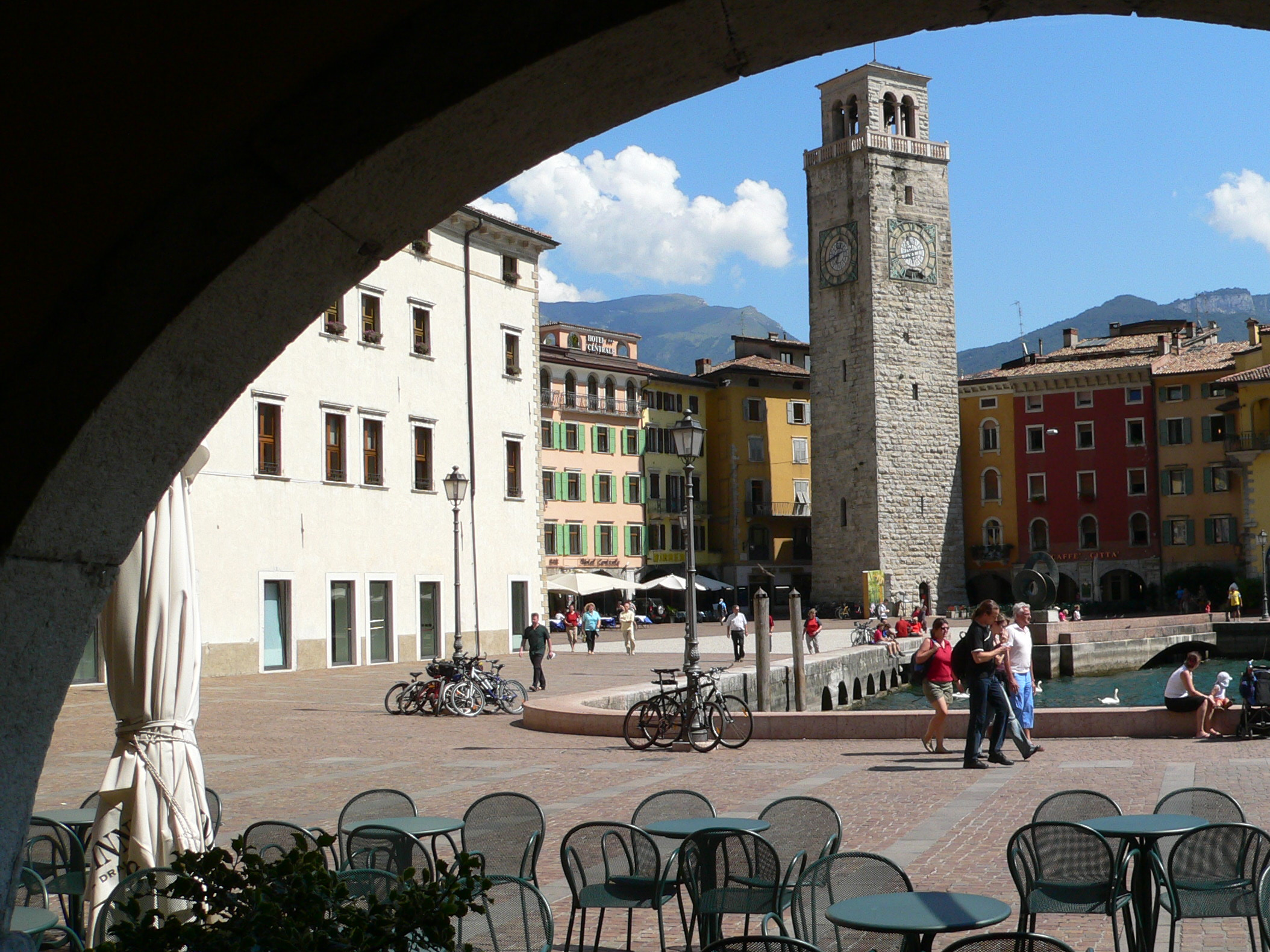
Riva del Garda, piazza III Novembre con la torre Apponale

Nel territorio della Provincia sono presenti numerosi enti museali, che hanno avuto significativo sviluppo nell'ultimo ventennio dai mezzi finanziari della Provincia. Fra i principali:
- il museo d'arte moderna e contemporanea di Trento e Rovereto (MART), inaugurato nel 2002, con sede in corso Bettini a Rovereto. La moderna struttura architettonica è stata progettata da Mario Botta e si inserisce con armonia nel tessuto storico della città. Il MART può vantare una vasta collezione permanente di opere contemporanee e si pone l'obiettivo di assumere una dimensione sempre più internazionale
- il MUSE, museo delle scienze di Trento, che ha sostituito, proseguendone le attività, il Museo tridentino di scienze naturali
- Il Museo Civico di Rovereto, fondato nel 1851 e tra i più antichi musei italiani
- il museo del Buonconsiglio presso l'omonimo castello e il Museo Storico in Trento di via Torre d'Augusto
- il museo dell'aeronautica, dedicato a Gianni Caproni (con sede a Mattarello)
- il museo degli usi e costumi della Gente Trentina, uno dei maggiori musei etnografici e di cultura materiale dell'intera area alpina, con sede a San Michele all'Adige
- il museo storico italiano della Guerra di Rovereto, dedicato alla prima guerra mondiale, ospitato presso il castello della città
- il museo geologico delle Dolomiti a Predazzo

Da segnalare inoltre gli istituti di cultura e i musei dedicati alla tre minoranze della Provincia, l'Istitut cultural Ladin "majon di fascegn" in Val di Fassa e il Kulturinstitut Bersntol - Lusérn per la valorizzazione delle minoranze germanofone mòchene e cimbre.

### Enti e associazioni culturali
- Un importante soggetto culturale operante in Trentino è la Società Alpinisti Tridentini (SAT), fondata in età asburgica (2 settembre 1872). Essa si pone l'obiettivo di promuovere la conoscenza dell'ambiente montano trentino, di mantenere integro il patrimonio naturalistico, di conservare la rete di sentieri e la presenza dei rifugi alpini, di svolgere attività editoriale a carattere scientifico e commemorativo.
- Nel 1750 fu fondata l'Accademia Roveretana degli Agiati, con sede nel capoluogo della Vallagarina. Questa istituzione culturale, riconosciuta dall'imperatrice Maria Teresa d'Austria nel 1753, ha aggregato nel corso della storia numerosi studiosi locali e nazionali.
- Sul territorio della provincia di Trento, oltre che su quello della provincia di Bolzano, è attiva l'Orchestra Haydn.
- In Trentino è molto radicata la tradizione della musica corale. Sono presenti 181 cori[48] (popolari, polifonici e infantili), riuniti nella Federazione Cori del Trentino. Due fra i più celebri cori maschili italiani sono i prestigiosi Coro della SAT, diretto dal maestro Pedrotti, e Coro della SOSAT.
- Federazione dei Corpi Bandistici della Provincia di Trento, fondata nel 1951 per coordinare e organizzare i corpi bandistici del Trentino con il fine di migliorare la qualità tecnico-artistica dei loro membri. Conta 82 corpi bandistici e 4 fanfare alpine e 41 bande giovanili.[49]
- La Welschtiroler Schützenbund ovvero la Federazione delle Compagnie Schützen del Tirolo Meridionale, nata a partire dal 1982, con la rifondazione dell'antica Schützenkompanie Kronmetz/Mezzocorona, oggi conta 24 Compagnie, sparse in tutte il territorio provinciale. Queste compagnie si ispirano alle storiche milizie della Contea del Tirolo, dette appunto Schützen o Sizzeri. Fra le attività intraprese, si ricorda la partecipazione alla processione di San Sebastiano, patrono del Tirolo, il tiro al bersaglio, i fuochi del Sacro Cuore di Gesù, la pulizia di sentieri e vecchie strade militari e il ripristino di trincee della Grande Guerra e della linea di forti denominata Fortezza di Trento.

### Editoria e mass media
Il Trentino, nonostante le dimensioni contenute del suo territorio, è storicamente caratterizzato da una discreta pluralità di pubblicazioni e di mezzi di comunicazione locali.
Nel primo dopoguerra venivano pubblicati tre quotidiani: Il nuovo Trentino, giornale cattolico a lungo diretto da Alcide De Gasperi, La Libertà, di ispirazione liberale, e Il Brennero, foglio fascista.
Dalla fine della seconda guerra mondiale vengono invece pubblicati due quotidiani, L'Adige e il Trentino (entrambi della casa editrice altoatesina Athesia); a questi si affianca il Corriere del Trentino, edizione locale del Corriere della Sera. La diffusione di quotidiani è decisamente superiore alla media nazionale.
Fra i periodici locali, Vita trentina è il settimanale edito dall'Arcidiocesi di Trento, mentre QuestoTrentino è un quindicinale d'informazione indipendente.
Sono inoltre presenti testate di informazione esclusivamente online, come La Voce del Trentino, Secolo Trentino, Il Dolomiti e Trento Today del gruppo editoriale Citynews.
La Provincia ha inoltre supportato la nascita nel 2000 dell'Osservatorio sui Balcani, con sede a Rovereto, una delle testate giornalistiche italiane più attente all'area dei Balcani e dell'Europa sud-orientale.
Sono presenti numerose reti radiofoniche a carattere regionale (Radio Dolomiti, RTT, Radio Studio Sette) o a dimensione valligiana e comunitaria. Due infine sono le emittenti televisive private: RTTR e Trentino TV (già TCA), che affiancano la sede regionale della RAI di Trento.
Nel campo della produzione libraria gli editori di maggior rilievo sono Erickson e Reverdito.

### Religione
Pur rimanendo una regione con un saldo legame con la tradizione cattolica, il Trentino si sta muovendo lentamente verso un processo di secolarizzazione.

### Eventi
Tra gli eventi principali della provincia si cita il festival musicale I Suoni delle Dolomiti, attività che si ripete annualmente da 1996.
Il 5 settembre, giorno in cui nel 1946 fu firmato l'accordo fra Alcide De Gasperi e Karl Gruber, si celebra in Trentino la Giornata dell'Autonomia, per sottolineare il valore di un assetto istituzionale che ha dato un contributo fondamentale allo sviluppo pacifico del Trentino-Alto Adige. La giornata è stata istituita con legge provinciale 30 luglio 2008, n. 13.

## Lingue e dialetti

### Dialetti trentini e aree culturali
Diverse influenze esterne (principalmente venete e lombarde orientali, ma anche tirolesi e ladine) hanno determinato la diffusione in Trentino di dialetti con alcuni caratteri diversi. I dialetti trentini sono sostanzialmente raggruppabili in un'area centrale, un'area occidentale (a influenza lombarda) e un'area orientale (a influenza veneta).
Secondo la partizione linguistica proposta da Cesare Battisti nel 1915, è possibile infatti distinguere l'area trentina propriamente detta, che comprende il capoluogo, la Valle dell'Adige, la Valle dei Laghi, le Giudicarie Esteriori, l'altopiano di Pinè e il Perginese; l'area trentina a sostrato ladino, sia nel Trentino occidentale (Val di Sole e di Val di Non) che in quello orientale (il medio corso dell'Avisio, cioè le valli di Fiemme e Cembra); l'area ad influenza veneta, con una fase feltrina nel Primiero, una fase vicentina nella Valsugana e una fase veronese nella Vallagarina; l'area a influenza lombarda (Giudicarie Interiori e Val di Ledro).
I dialetti sono assai utilizzati, soprattutto nelle valli. I dati ISTAT riferiti al 2015 per il Trentino mostrano che in famiglia il 30,1% dei parlanti usa solo o prevalentemente il dialetto, il 24,8% usa sia il dialetto sia l’italiano ed il 33% usa solo o prevalentemente l’italiano.
Nelle scuole trentine vengono insegnati sin dalla scuola primaria il tedesco e l'inglese.

### Le minoranze linguistiche

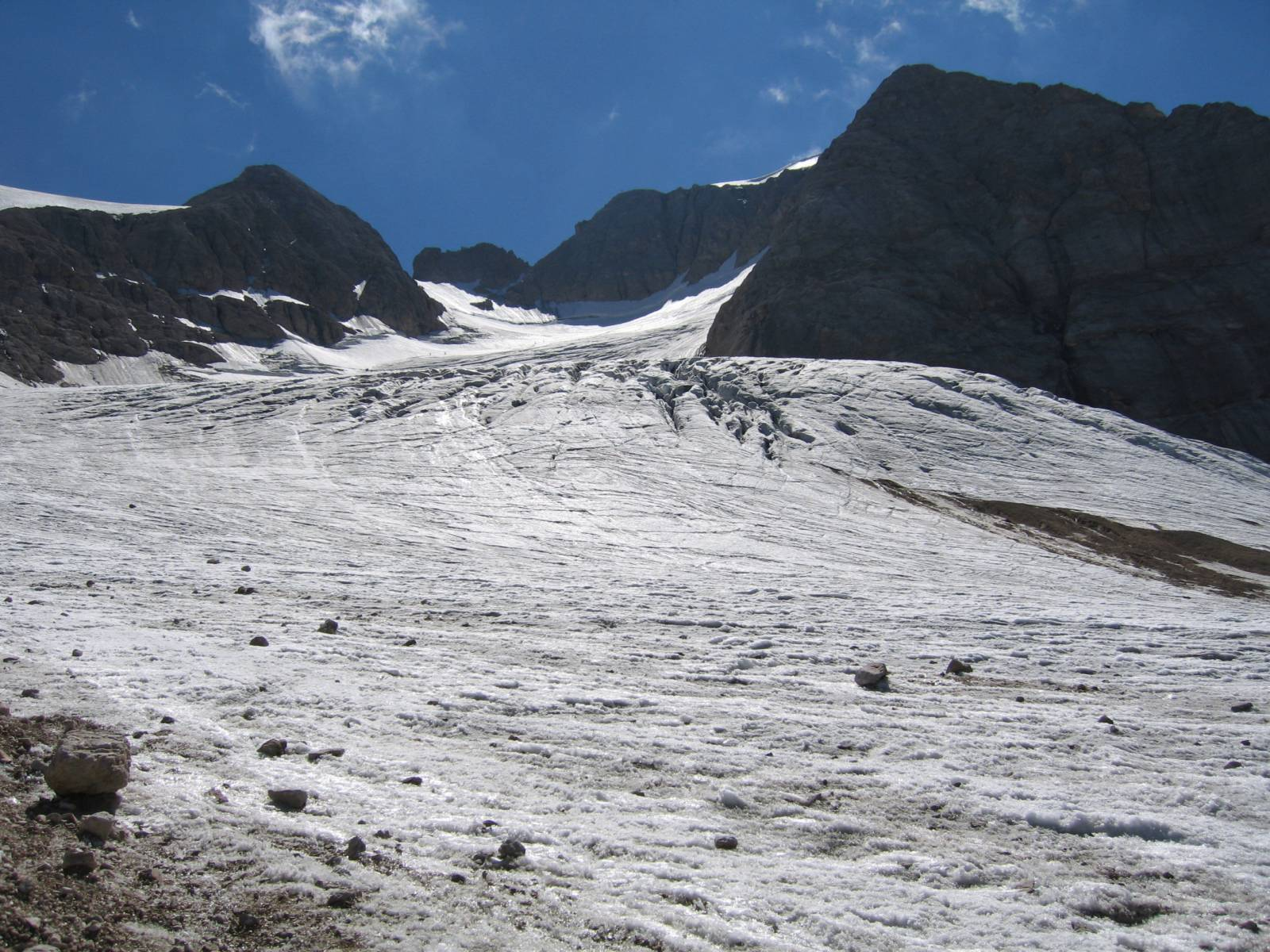
Il ghiacciaio della Marmolada, in ladino Marmoleda

Nella Provincia sono presenti inoltre tre minoranze linguistiche, le cui lingue sono tutelate dallo statuto di autonomia regionale (art. 102) e da leggi nazionali e provinciali:
- la lingua ladina viene parlata in Val di Fassa/Val de Fascia (comuni di Campitello di Fassa/Ciampedel, Canazei/Cianacei, Mazzin/Mazin, Moena/Moena, San Giovanni di Fassa/Sèn Jan e Soraga di Fassa/Soraga), oltre che nei comuni ladini dell'Ampezzano (trasferiti dal Trentino-Alto Adige al Bellunese nel 1923) e nelle valli di Gardena e Badia nella provincia autonoma di Bolzano
- la lingua mochena nella Valle dei Mocheni/Bersntol (comuni di Frassilongo/Garait, Fierozzo/Vlarotz, Palù del Fersina/Palai en Bersntol e in misura minore a Sant'Orsola Terme)
- la lingua cimbra a Luserna/Lusérn, parlata anche in una decina di comuni montani del confinante Veneto

In alcuni comuni delle province contigue di Vicenza e Belluno sono presenti minoranze di lingua cimbra o di lingua ladina: questo è stato uno dei fattori che hanno contribuito alla loro richiesta di aggregazione al Trentino. Alcuni comuni hanno formalizzato questa richiesta con referendum.

#### Appartenenza linguistica
Con il decreto legislativo 16 dicembre 1993, n. 592 è stata prevista una “Rilevazione sulla consistenza e la dislocazione territoriale degli appartenenti alle popolazioni di lingua ladina, mòchena e cimbra” (RCDT) al fine di conoscere la numerosità e la dislocazione geografica delle persone appartenenti a minoranze linguistiche in Trentino. La rilevazione è stata parte integrante dei censimenti generali del 2001 e del 2011. Nel 2021 è stata svolta autonomamente ma nello stesso periodo del censimento permanente.
| Minoranza | 2001 n. di appartenenti | 2001 perc. rispetto alla pop. trentina | 2011 n. di appartenenti | 2011 perc. rispetto alla pop. trentina | 2021 n. di appartenenti | 2021 perc. rispetto alla pop. trentina |
| --------- | ----------------------- | -------------------------------------- | ----------------------- | -------------------------------------- | ----------------------- | -------------------------------------- |
| Ladini    | 16 462                  | 3,5 %                                  | 18 550                  | 3,5 %                                  | 15 775                  | 2,9 %                                  |
| Mòcheni   | 2 276                   | 0,5 %                                  | 1 660                   | 0,3 %                                  | 1 397                   | 0,3 %                                  |
| Cimbri    | 882                     | 0,2 %                                  | 1 072                   | 0,2 %                                  | 1 111                   | 0,2 %                                  |

Distribuzione territoriale della lingua ladina, mòchena e cimbra in Trentino nel 2021

Nella rilevazione RCDT del 2021 è stata anche analizzata la comprensione e la conoscenza delle tre lingue da parte della popolazione provinciale rispondente alla rilevazione indipendentemente dalla dichiarazione di appartenenza.
| Lingua  | Rispondenti 2021 | Comprende | Parla  | Legge  | Scrive |
| ------- | ---------------- | --------- | ------ | ------ | ------ |
| Ladino  | 125 919          | 17,5 %    | 11,3 % | 10,6 % | 7,3 %  |
| Mòcheno | 125 919          | 4,2 %     | 0,8 %  | 1,1 %  | 0,4 %  |
| Cimbro  | 125 919          | 4,0 %     | 0,6 %  | 0,9 %  | 0,3 %  |

#### Tutela linguistica
Numerose norme provinciali tutelano le minoranze linguistiche nei rispettivi comuni vocati. Le tutele riguardano tra le varie tematiche: la toponomastica, gli stanziamenti finanziari, la valorizzazione culturale, l'insegnamento della lingua minoritaria e speciali forme di ricorsi al TRGA di Trento.
Il Comun General de Fascia svolge inoltre un importante ruolo di valorizzazione della minoranza linguistica ladina in considerazione della specialità dell'ente riconosciuto con legge costituzionale 4 dicembre 2017, n.1. Il Comun General è infatti un ente locale territoriale ad autonomia politica e speciale all’interno dell’ordinamento della Repubblica accanto a quelli dell'articolo 114 della Costituzione. Alla minoranza linguistica ladina è stato inoltre riservato un seggio del consiglio provinciale di Trento a partire dal 2003. Anche la Comunità Alta Valsugana e Bersntol e la Magnifica Comunità degli Altipiani cimbri hanno limitati ruoli di promozione rispettivamente della lingua mochena e cimbra.

#### Altre minoranze linguistiche
Nell'ordinamento della Provincia autonoma di Trento il criterio di tutela e valorizzazione delle minoranze linguistiche è di tipo “territoriale”. Le finalità di tutela e promozione delle lingue e delle culture, contenute negli atti normativi settoriali, sono perseguite in favore della minoranza ladina residente nei 6 comuni del Comun General de Fascia e delle numericamente meno consistenti minoranze mòchena (nei comuni di Frassilongo/Garait, Fierozzo/Vlarotz e Palù del Fersina/Palai en Bersntol) e cimbra (nel comune di Luserna/Lusérn).
Una percentuale rilevata del 57,8% nel 2001 si è dichiarata appartenente alla popolazione mòchena nel comune di Sant'Orsola Terme nonostante il comune non sia compreso nell'area vocata del mocheno. La percentuale è scesa al 13% nel rilevamento del 2021.
Nel 2021 si è rilevata una percentuale del 10,2% degli abitanti nel gruppo linguistico cimbro nel comune di Terragnolo.
La minoranza non riconosciuta più consistente è quella del gruppo ladino solandro e nones presente in Val di Sole e Val di Non. Nel censimento del 2001 furono il 17,5% della popolazione nonesa ad essere rilevata appartenenza alla popolazione di lingua ladina, il 5,2% in Val di Sole e il 35,15% a Spormaggiore (comune dell'Altopiano della Paganella). Il numero nelle due valli è cresciuto nel censimento del 2011 in cui sono stati 8.764 gli abitanti nonesi e solandri appartenenti alla popolazione ladina, superando numericamente i ladini fassani.
Nella rilevazione territoriale della lingua ladina del 2021 sono stati 7.160 gli abitanti della Val di Non a dichiararsi appartenenti alla minoranza linguistica ladina rappresentando il 18,2% della popolazione della valle. In Valle di Sole i ladini rilevati sono stati il 6,2% della popolazione pari a 954 abitanti. A Spormaggiore l'11,3.
A partire dal censimento del 2001 sono stati fatte proposte di riconoscimento della ladinità nonesa a livello provinciale e anche in parlamento. Nel 2013 il consiglio provinciale di Trento ha approvato una mozione in cui si prende atto del censimento del 2011 da cui emerge una istanza delle popolazioni del territorio della Val di Non e dei comuni di Spormaggiore e Cavedago di promuovere la propria identità linguistica. Tra il 2020 e il 2021 i consigli comunali di 16 comuni della Val di Non su un totale di 23 hanno deliberato a favore della ladinità. L'appartenenza degli idiomi noneso e solandro al gruppo linguistico retoromanzo rimane oggetto di dibattito linguistico e politico.
Altre minoranze non riconosciute sono quelle dei Sinti e Rom, misure per favorirne l'integrazione sono state previste dalla legge provinciale 29 ottobre 2009, n. 12.

## Stemma e gonfalone

La bandiera della Provincia Autonoma di Trento, caricata con l'aquila di San Venceslao

Lo stemma ufficiale della Provincia raffigura l'aquila fiammeggiante di San Venceslao, antico simbolo donato dal Re di Boemia Giovanni I al vescovo trentino Niccolò da Bruna come stendardo ufficiale del piccolo esercito del Principato vescovile di Trento nel 1339.
In base allo statuto di autonomia della Regione Autonoma Trentino-Alto Adige entrato in vigore nel 1972 (art.3), la Provincia Autonoma di Trento ha anche un gonfalone ufficiale, uguale alla bandiera ma più stretto e più lungo, esposta nei locali pubblici accanto alla bandiera italiana e a quella europea (esso sostituisce la bandiera regionale del Trentino-Alto Adige, usata raramente).
La bandiera è composta da tre strisce orizzontali della stessa dimensione (drappo interzato in fascia), le due più esterne porpora e la centrale bianca, con al centro lo stemma.
I segni distintivi della provincia sono regolati dalla legge provinciale 30 luglio 2008, n. 13. L'aquila di San Venceslao è inoltre un'onorificenza conferibile dalla provincia, opera bronzea dello scultore Othmar Winkler.

## Amministrazione

### L'autonomia provinciale
L'autonomia del Trentino si fonda sulle modifiche allo Statuto di Autonomia della Regione Trentino-Alto Adige varate nel 1972, come aggiornamento del precedente accordo del 1946 Accordo De Gasperi-Gruber: mentre tutte le altre province italiane hanno mere funzioni amministrative, la provincia autonoma di Trento (con quella di Bolzano) ha potere legislativo in molte materie normalmente di competenza statale o regionale.
L'origine dell'autonomia trentina (e similmente quella Sudtirolese-Altoatesina) ha però origini molto antiche e la si può far risalire al 1027, quando venne istituito il Principato vescovile di Trento, entità sottoposta al Sacro Romano Impero ma di fatto dotata di capacità politico-amministrative proprie. Le fondamenta dell'autonomia trentina si basano su modalità e abitudini all'autogoverno piuttosto antiche, le Regole, le Magnifiche comunità, ne sono un esempio. Dal 1027 alla fine della Prima guerra mondiale il Trentino (seppur in maniera più o meno marcata) ha mantenuto il suo status di territorio autonomo (nella seconda metà del secolo XIX fu comunque chiesta un potenziamento dell'autonomia al governo di Vienna). Solo con l'annessione al Regno d'Italia e l'avvento del regime fascista, l'autonomia venne cancellata, per poi essere ripristinata dopo la fine della seconda guerra mondiale.
Particolarmente importanti sono le deleghe in materia di sanità, scuola, formazione, lavoro, trasporti e viabilità. Il finanziamento della provincia deriva dalla trattenuta del 90% delle imposte sui redditi raccolti nel territorio provinciale e da una quota su altri tipi di imposte statali (IVA, tassa di successione). Restano a carico dello Stato funzioni come esercito, contributi alla Unione Europea, ambasciate e consolati all'estero, pubblica sicurezza, magistratura e carceri.
Grazie alle notevoli risorse a disposizione, la provincia ha potuto dare sostegno pubblico all'economia, dall'agricoltura al turismo al terziario alla cultura (università) alla cura del territorio (strade, regimentazione delle acque), con un rilevante aumento del reddito. Ne deriva che una parte rilevante della popolazione attiva è impiegata nella pubblica amministrazione e negli enti pubblici.
Viste le maggiori disponibilità finanziarie rispetto alle confinanti regioni a statuto ordinario, sono diversi i progetti di aggregazione di comuni del Veneto e della Lombardia al Trentino. Soprattutto numerosi comuni veneti di confine hanno indetto dei referendum, nella grande maggioranza dei casi ad esito positivo, per richiedere formalmente l'aggregazione al Trentino (richieste su cui il Trentino si è espresso negativamente). Lo Stato italiano ha preso atto dell'iniziativa istituendo con legge statale 23.12.2009 n. 191 (Legge finanziaria 2010) un apposito "Fondo di perequazione e solidarietà per i territori dei Comuni appartenenti alle province di Regioni a Statuto ordinario confinanti con le province di Trento e Bolzano".
È inoltre in corso la procedura costituzionale per il ricongiungimento dei comuni di Pedemonte (VI), Magasa e Valvestino (BS), scorporati dalla provincia di Trento nel periodo fascista senza sentire le popolazioni, rimasti dipendenti dal Trentino per le competenze degli uffici giudiziari e di pubblicità immobiliare (Libri Fondiari e Catasto). Le popolazioni interessate si sono già espresse a favore del passaggio alla provincia autonoma di Trento per via referendaria, così come si sono espressi in senso favorevole sia la Provincia autonoma di Trento, la Regione Trentino-Alto Adige, la Regione Lombardia e la Regione Veneto, mentre uguale parere favorevole alla ricongiunzione o al trasferimento non hanno trovato da parte della Regione Trentino-Alto Adige numerosi altri comuni del Veneto, nonostante il parere positivo delle relative popolazioni in via referendaria e l'espresso assenso della Regione Veneto.

### Consiglio provinciale
La funzione legislativa spetta al Consiglio provinciale, formato da 35 membri (34 più il presidente della provincia), di cui 1 spettante alla minoranza ladina. L'elezione del Consiglio provinciale avviene ogni 5 anni con sistema proporzionale e premio di maggioranza. Il Consiglio della Provincia Autonoma di Trento unito al Consiglio della Provincia Autonoma di Bolzano forma il Consiglio Regionale del Trentino-Alto Adige. I consiglieri provinciali sono dunque anche consiglieri regionali. Le elezioni provinciali del 22 ottobre 2023 hanno determinato la vittoria di una coalizione di centrodestra (51,82%). 

### Giunta provinciale

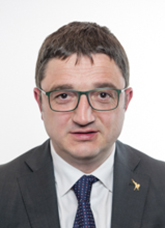
Maurizio Fugatti presidente provinciale dal 2018

La funzione esecutiva spetta alla Giunta provinciale, composta dal presidente e da non più di sei assessori nominati dal Presidente fra i consiglieri provinciali entro dieci giorni dalla proclamazione degli eletti. Ad uno degli assessori è attribuita la funzione di vicepresidente. Il Presidente ha inoltre la facoltà di nominare un settimo assessore "tecnico", cioè scelto fra i cittadini non eletti in Consiglio provinciale.

### Presidente della Provincia
Il Presidente della Provincia assume inoltre nel corso della legislatura, a rotazione con il collega altoatesino, il ruolo di Presidente del Trentino-Alto Adige.

### La suddivisione amministrativa

#### Comprensori (1973 - 2007)
L'unità amministrativa dei comprensori fu istituita dalla giunta di Bruno Kessler negli anni settanta, al fine di garantire una maggiore efficienza nell'amministrazione del territorio provinciale, frazionato in 210 comuni, a volte di piccole o piccolissime dimensioni. Non sempre i confini dei comprensori rispettavano una tradizione di collaborazione fra comunità vicine e infatti si sono rivelati spesso strumenti poco efficaci, tranne nei casi in cui includessero una comunità di valle ben definita (Val di Fiemme, Primiero, Val di Sole, Val di Fassa). Inoltre la giunta comprensoriale non era eletta direttamente, ma nominata dalle giunte dei diversi comuni.

#### Comunità di valle
Nel 2006 è stata approvata una riforma che prevede l'istituzione di un consiglio delle autonomie e il passaggio all'istituto giuridico delle comunità di valle, più omogenee rispetto ai comprensori.
Le nuove comunità di valle hanno più poteri rispetto ai vecchi comprensori: la Provincia infatti ha devoluto ad esse la competenza in diverse materie come le infrastrutture d'interesse locale, determinati servizi pubblici, urbanistica, assistenza ed edilizia scolastica, distribuzione dell'energia, trasporto locale, servizi socio-assistenziali, gestione del ciclo dell'acqua e dei rifiuti.
Rispetto ai vecchi comprensori, le variazioni territoriali più significative sono l'istituzione di enti autonomi per comunità unite da vincoli storici e geografici come la Val di Cembra, la Valle dei Laghi, l'Altopiano di Folgaria, Lavarone e Luserna, l'Altopiano della Paganella e la Piana Rotaliana, prima parte di comprensori più ampi.

### Consiglio delle autonomie locali
Nel 2005 è stato istituito un consiglio delle autonomie locali con legge provinciale 15 giugno 2005, n. 7. Ha il compito di assicurare la partecipazione degli enti locali alle scelte di carattere istituzionale, all'attività legislativa ed amministrativa della Provincia. Il consiglio è composto dal presidente del consorzio dei comuni trentini, da sindaci e presidenti di comunità come determinato dalla legge istitutiva.

### Referendum provinciali
La legge provinciale 5 marzo 2003, n. 3 disciplina l'istituto del referendum provinciale. Possono esservi referendum propositivi, consultivi ed abrogativi. Dal 2003 sono stati indetti due referendum abrogativi, nel 2007 e nel 2012, ed uno propositivo nel 2021.

## Protezione Civile della Provincia autonoma di Trento
La Provincia autonoma di Trento ha competenza primaria (esclusiva) in materia di protezione civile, ai sensi dell'art. 8 dello Statuto Speciale di Autonomia, approvato con D.P.R. 31.8.1972, n. 670.
Il Presidente della Provincia automa di Trento promuove e coordina l'attuazione sull'intero territorio provinciale delle politiche della protezione civile e la conformazione alle linee strategiche determinate dalla Giunta provinciale. Il Presidente si avvale in via ordinaria del Dipartimento Protezione civile della Provincia autonoma, al quale spetta il coordinamento della protezione civile e dei servizi antincendi.
Per protezione civile si intende l'insieme integrato delle funzioni, dei compiti, delle attività e degli interventi riconducibili alle materie di competenza della Provincia autonoma di Trento preordinati a garantire l'incolumità delle persone e l'integrità dei beni e dell'ambiente rispetto al verificarsi delle calamità e degli eventi eccezionali definiti dall'articolo 2; costituiscono la funzione di protezione civile la previsione, la prevenzione, la protezione e la gestione dell'emergenza.
Per servizi antincendi si intende l'insieme delle funzioni, dei compiti, delle attività e degli interventi che, nell'ambito della protezione civile e della gestione dell'emergenza, sono preordinati alla prevenzione degli incendi e al soccorso pubblico, compresa l'estinzione degli incendi.
Il servizio antincendio è organizzato sotto la Federazione dei vigili del fuoco volontari della Provincia autonoma di Trento, la quale impiega vigili del fuoco permanenti nel capoluogo e volontari in tutte le altre sedi sparse sul territorio.
Dal 18 settembre 2020 il Dipartimento è stato denominato "Dipartimento Protezione civile, foreste e fauna" a seguito dell'assunzione delle competenze del Corpo forestale provinciale della Provincia autonoma di Trento.
Protezione civile del Trentino consta (al 28 dicembre 2021) di 12 125 unità di cui 952 dipendenti del Dipartimento Protezione civile, foreste e fauna della Provincia autonoma di Trento e 11 173 volontari (compresi 1 500 allievi dei VVF Volontari).
Ai 952 dipendenti si può aggiungere, a seconda del tipo di evento, il personale di altri Servizi della Provincia autonoma di Trento, che concorre nel contrasto dell’emergenza sotto il coordinamento del Dirigente Generale il Dipartimento Protezione civile. Tale personale (per circa 400 unità) appartiene al Dipartimento Territorio (Ag. per l'Ambiente, ecc.) ed al Dipartimento Infrastrutture (Serv. Gestione strade, Serv. Edilizia, Ag. Depurazione, ecc.).
Il rapporto tra volontariato di protezione civile ed abitanti del Trentino è di 1 volontario di protezione civile ogni 49 abitanti.

## Vigili del Fuoco Volontari

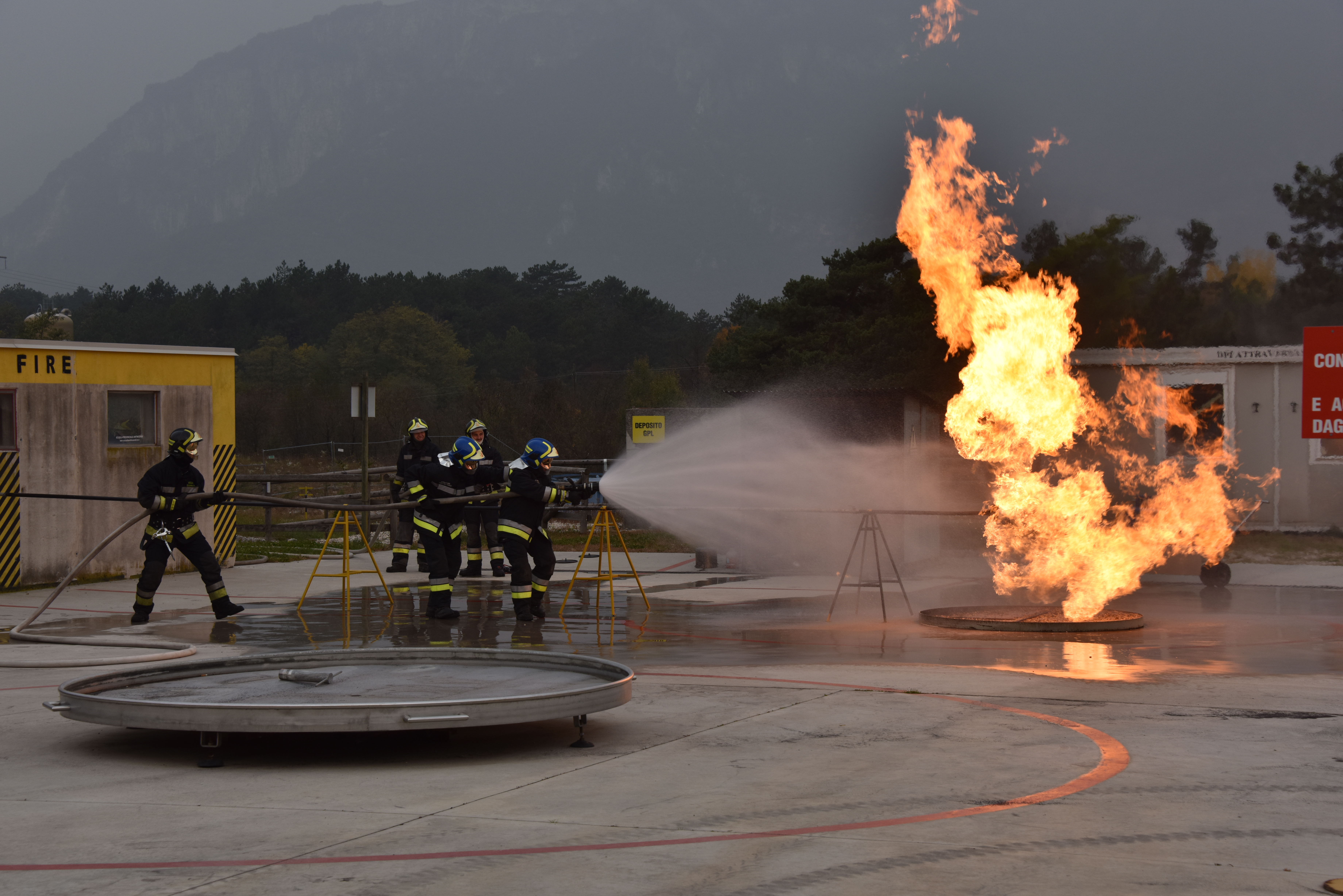
Esercitazione presso l'area di addestramento PC di Marco - 2017

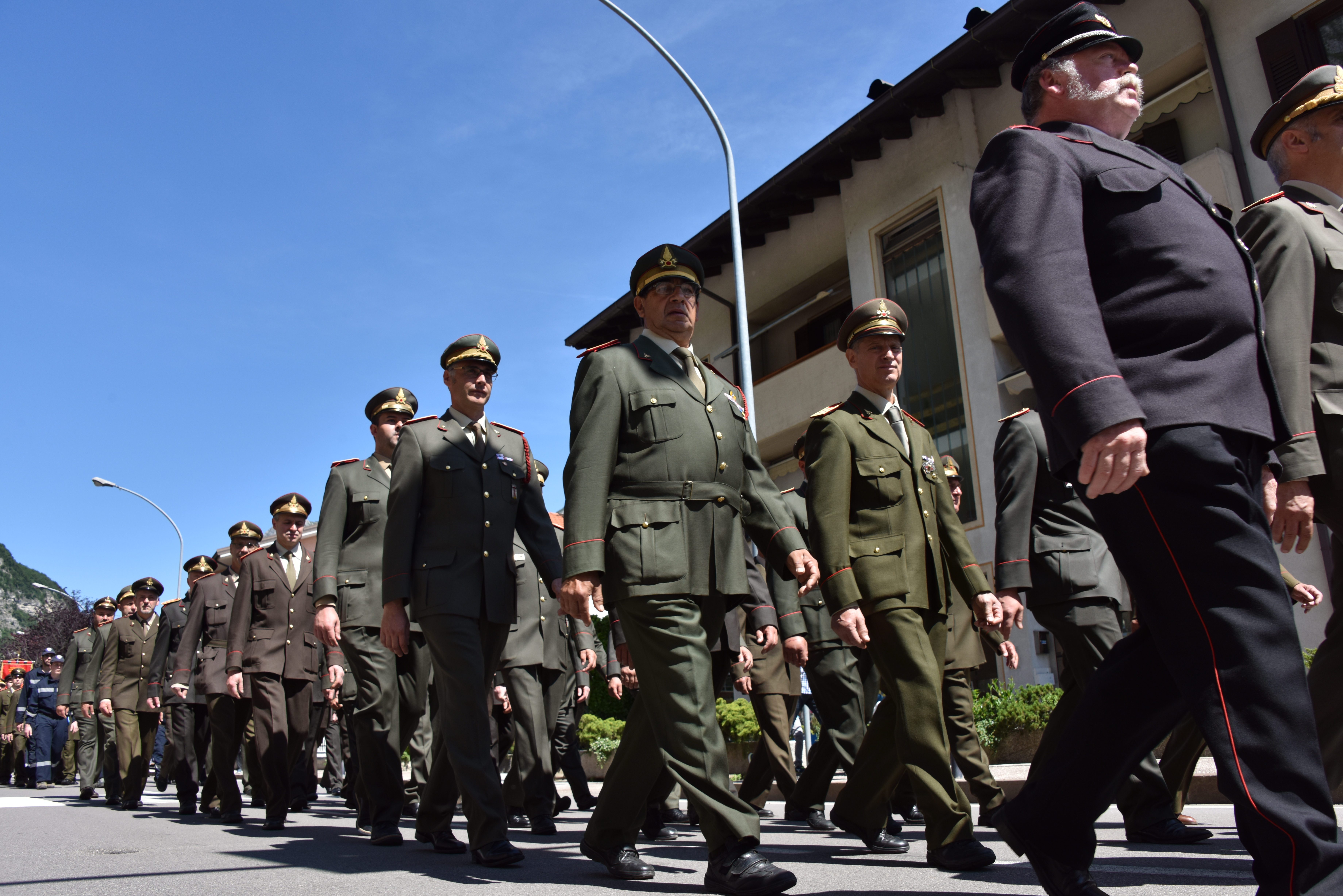
Sfilata per i 120 anni di fondazione del Corpo dei VVF di Mezzolombardo - 2017

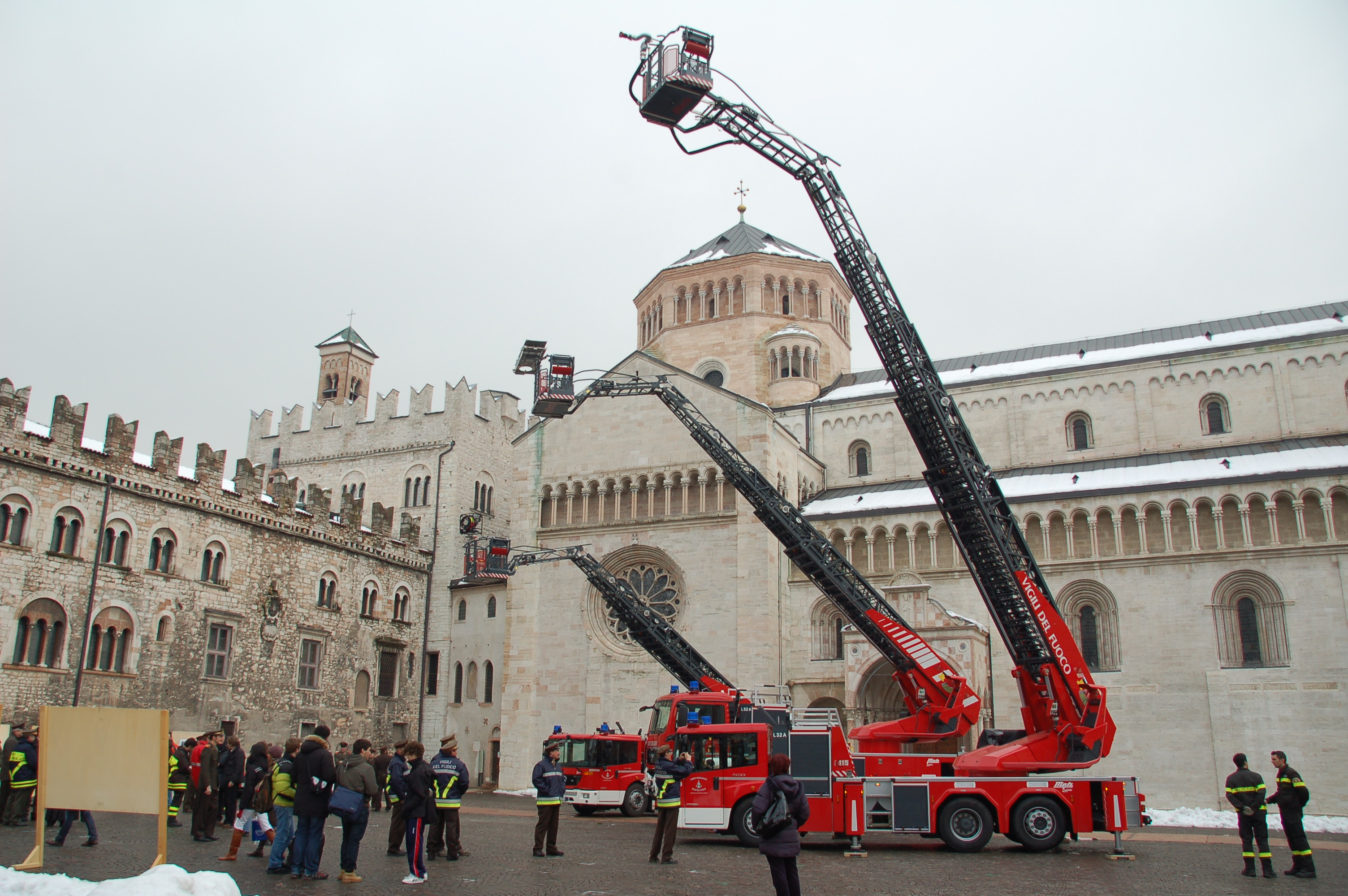
Benedizione nuovi mezzi dei VVF - 2010

In provincia di Trento (come anche in provincia di Bolzano) sono presenti in ogni comune i Vigili del Fuoco volontari. Essi, in alcuni comuni, sono presenti da più di cento anni e, grazie alla L.R. del 20 agosto 1954 n. 24 ogni comune del Trentino-Alto Adige deve "dotarsi" di uno o più Corpi di Vigili del Fuoco volontari.
In Trentino esistono 239 Corpi di Vigili del Fuoco volontari distribuiti sui 210 comuni (solo il comune di Trento ha 13 Corpi VV.F. Volontari). I Volontari, come dice la parola stessa, prestano la loro opera gratuitamente; i comuni sono tenuti solamente ad acquistare (anche con contributi da parte della Provincia) gli equipaggiamenti e le attrezzature necessari ai Vigili del Fuoco per svolgere i loro compiti.
Grazie alla presenza capillare dei Vigili del Fuoco in Trentino passano pochi minuti dalla richiesta di soccorso all'arrivo delle squadre sul posto.
I Vigili del Fuoco Volontari sono raggruppati in 13 distretti e fanno parte della Federazione dei Vigili del Fuoco Volontari della Provincia Autonoma di Trento. Per maggiori informazioni è possibile visionare: Federazione dei vigili del fuoco volontari della Provincia autonoma di Trento.
| Unione Distrettuale di | n. Corpi |
| ---------------------- | -------- |
| Valsugana e Tesino     | 22       |
| Cles                   | 18       |
| Fassa                  | 6        |
| Fiemme                 | 13       |
| Fondo                  | 21       |
| Giudicarie             | 40       |
| Val di Sole            | 14       |
| Mezzolombardo          | 16       |
| Pergine Valsugana      | 13       |
| Primiero               | 5        |
| Riva del Garda         | 12       |
| Vallagarina            | 18       |
| Trento                 | 41       |